# Pietro IV. Candiano

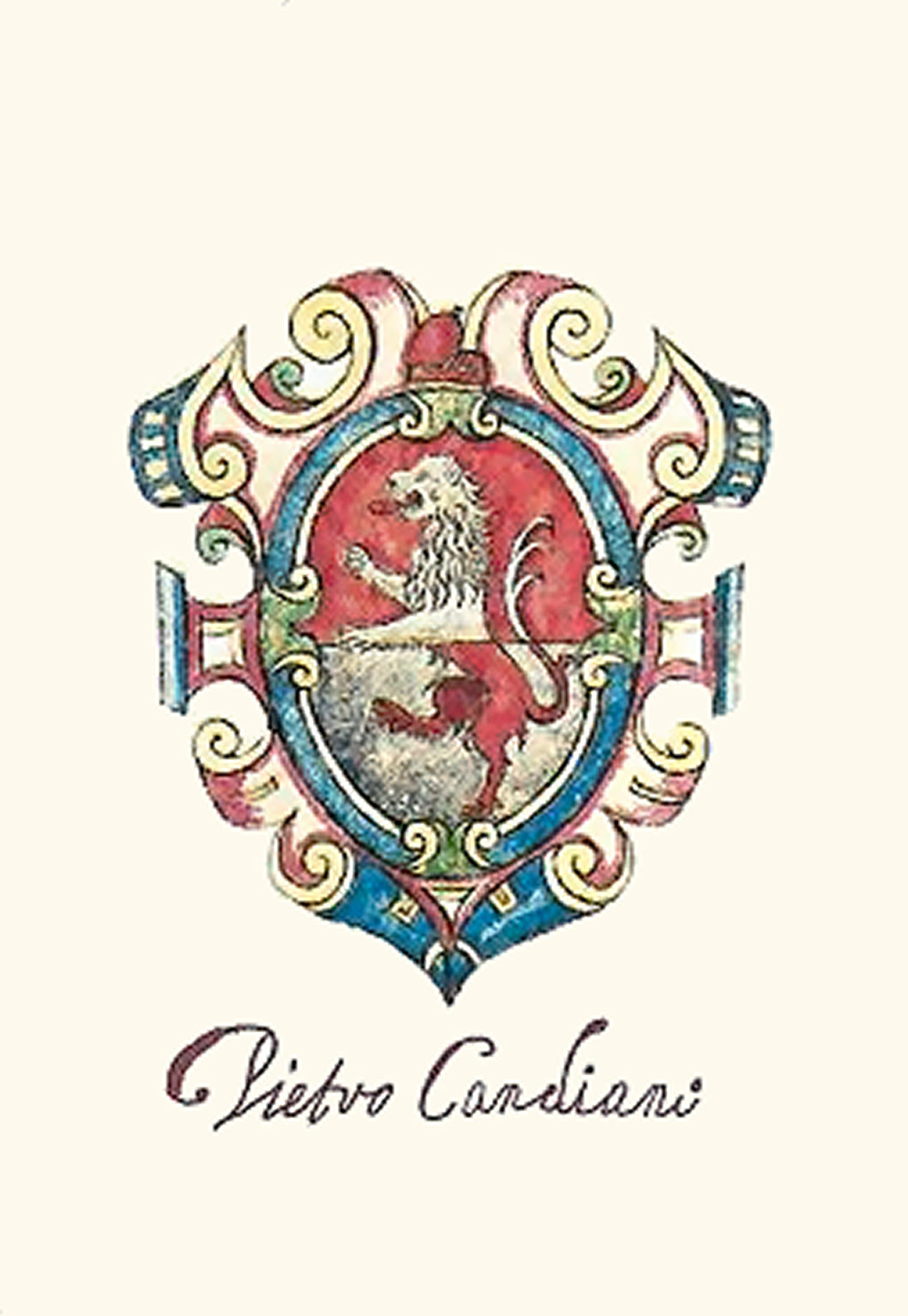
Angebliches Wappen des „Pietro Candiano“. Bei den Wappen frühmittelalterlicher Dogen handelt sich um bloße Rückprojektionen von Familienwappen, in diesem Falle aus dem frühen 17. Jahrhundert. Die Heraldik setzte jedoch erst im 3. Viertel des 12. Jahrhunderts ein, später wurden rückblickend auch Wappen an die frühen Dogen vergeben, die nie ein Wappen geführt hatten („fanta-araldica“); dies diente dazu, die Familien dieser späteren Epoche mit möglichst frühen Dogen in ein verwandtschaftliches Verhältnis zu setzen, was ihnen Ansehen sowie politischen und gesellschaftlichen Einfluss verschaffte und letztlich den Zugang zum Dogenamt.

Pietro IV. Candiano, in den zeitlich näheren Quellen Petrus Candianus († 11. August 976 in Venedig), war nach der traditionellen, vom Staat gesteuerten Geschichtsschreibung der Republik Venedig ihr 22. Doge. Zunächst wurde er Mitdoge seines gleichnamigen Vaters, doch kam es bald zwischen den beiden zu Streitigkeiten, dann zu Kämpfen ihrer Faktionen in der Stadt, an deren Ende der Sohn verbannt wurde. Die Gemeinde leistete einen Eid, den Sohn niemals zum Dogen zu wählen. Der Verbannte, der sich einige Monate als Pirat gegen venezianische Kauffahrer betätigt hatte, wurde trotz dieses Eides nach dem Tod des Vaters ehrenvoll aus Ravenna zurückgeholt und noch im Jahr 959 zum Dogen gewählt. Dabei ließ er als erster Doge das gesamte Volk einen Treueid auf seine Person schwören. Auch ließ er sich nicht mehr nur als dux bezeichnen, sondern auch als princeps. Er regierte bis zu seinem Sturz im Jahr 976.
Petrus IV. nutzte die zersplitterten Machtverhältnisse in Oberitalien, lehnte sich dann aber an die dort neu auftretende Großmacht, nämlich an die römisch-deutschen Kaiser Otto I. und Otto II. an. Er verstieß seine erste Frau Johanna – jedenfalls wurde sie Äbtissin – und erwarb durch die Ehe mit einer Lombardin namens Waldrada, einer Verwandten Ottos I., umfangreiche Güter. Jüngst wurde die Frage aufgeworfen, ob der Doge nicht versucht habe, sich auf diese Weise außerhalb der Lagune von Venedig ein eigenes Territorium zu schaffen. Die Güter zogen den Dogen in bewaffnete Konflikte auf Reichsboden.
Wie das Römisch-deutsche Reich, so trat zu dieser Zeit auch Byzanz, zu dem Venedig formal immer noch gehörte, wieder stärker in Erscheinung. Dessen Armeen gelangen erhebliche Gebietsgewinne im Kampf gegen die islamischen Nachbarreiche. Kaiser Johannes Tzimiskes untersagte den Venezianern unter Gewaltandrohung Handelskontakte zu den Sarazenen mit kriegsrelevanten Gütern.
Petrus wurde 976 trotz west-kaiserlicher Unterstützung in einem Aufstand mitsamt seinem kleinen Sohn ermordet, womit der Jahrzehnte währende Versuch scheiterte, eine Dynastie der Candiano zu etablieren. Dabei stellten die Candiano zwischen 887 und 979 fünf Dogen. Petrus IV. war der vorletzte in der Reihe der Candiano-Dogen, die die Particiaco-„Dynastie“ abgelöst hatten. Er war der Urenkel des ersten Dogen dieser Familie, der letzte Candiano-Doge war Vitale Candiano († 979), der allerdings nur wenig mehr als ein Jahr herrschte. Seine Herrschaft erwies aber, dass es keineswegs zu einer vollständigen Entmachtung der Familie des 976 getöteten Dogen gekommen war. Marina Candiano, eine Tochter Pietros und seiner ersten Frau Johanna, damit Schwester des Patriarchen Vitale, heiratete den Nachfolger des letzten Candiano auf dem Dogenstuhl.
Während des Aufstands gegen Petrus kam es zu einem verheerenden Stadtbrand. In dessen Verlauf wurde neben der Markuskirche und angeblich mehr als 300 Häusern auch das Archiv vollständig vernichtet. Der daraus resultierende Quellenmangel hat für die Kenntnis der Geschichte Venedigs für die Zeit vor 976 gravierende Folgen. Dass durch Johannes Diaconus nicht nur die älteste venezianische Chronik, die Istoria Veneticorum entstand, sondern diese nur wenige Jahrzehnte nach der Katastrophe abgefasst wurde, ist eine wesentliche Ursache für eine ungewöhnlich dichte Schilderung der Vorgänge. Hingegen ist die Zeit nach dieser Chronik (nach 1008) kaum quellenreicher als die Zeit vor Johannes Diaconus.

## Leben

### Mitdoge, Niederlage gegen den Vater im Kampf um die Macht (ab 958), Kaperfahrten
Petrus IV. Candianus war der Sohn Petrus’ III. und der Richelda, dem Namen nach einer Langobardin. Er wurde von der Volksversammlung zum Dogen gewählt, nachdem er bereits als Mitdoge seines Vaters spätestens im März 958 an der Macht beteiligt gewesen. Dann aber wurde er verbannt, denn er hatte gegen den Vater intrigiert und daraufhingearbeitet, die alleinige Herrschaft zu gewinnen. Ein erster gewaltsamer Versuch war im Frühjahr-Sommer 959 an der Solidarität der „maior pars populi“ gescheitert, wobei die „misericordia“ seines Vaters wiederum die Hinrichtung Pietros (IV.) verhinderte. Er wurde jedoch verbannt, und Kleriker wie Laien sowie das gesamte Volk versuchten nun durch einen öffentlichen Eid zu verhindern, dass der Rebell zum Dogen aufsteigen würde, auch nicht nach dem Tod des Vaters. Die Verbannung seines Sohnes überlebte Petrus III. nur um zweieinhalb Monate. Er starb demnach im Sommer oder Herbst 959.
Hinter diesem Konflikt hart am Rande eines Bürgerkriegs dürften neben familiären, möglicherweise an den unterschiedlichen Charakteren hängenden Konflikten, vor allem Politikwechsel gestanden haben, wie Margherita Giuliana Bertolini im Rahmen der überkommenen Deutung annimmt. Diese massiven Veränderungen gingen vom Königreich Italien aus, das bis dahin von starker Machtzersplitterung und unausgesetzten Kämpfen gekennzeichnet war. Grundbesitz und politische Interessen drohten in den Augen der Mehrheit der Venezianer die Stadt zu tief in die dortigen Konflikte zu ziehen, statt sich auf den so erfolgreichen Überseehandel zu konzentrieren. Dies wiederum hing wohl damit zusammen, dass sowohl Byzanz, als auch das Römisch-deutsche Reich wieder stärkeren Einfluss in Italien gewannen.

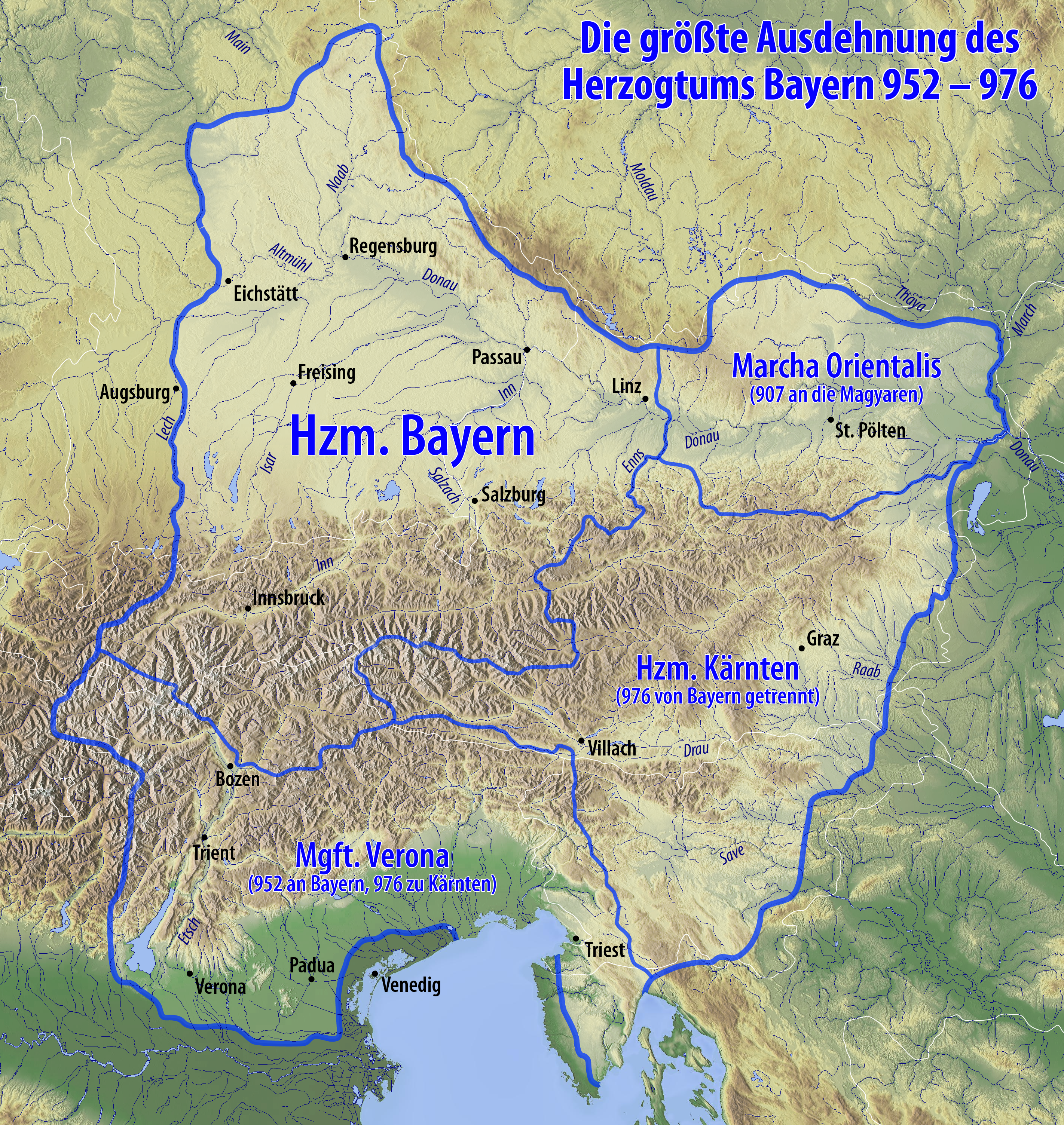
Das Herzogtum Bayern 952–976

Letzteres hatte sich spätestens unter König Otto I. durch dessen Ehe mit Adelheid, der geflohenen Königin von Italien, eine Legitimation für das Ausgreifen nach Italien verschafft. Otto ließ seinen Schwiegersohn Konrad den Roten im Lande zurück, der Berengar II. 952 überzeugte, als Vasall seines Königs zum Augsburger Reichstag zu kommen. Darauf erhielten er und sein Sohn das Königreich Italien, mussten aber die Markgrafschaft Verona und das Herzogtum Friaul an das Herzogtum Bayern als königliches Lehen abtreten. 956/57 stand Ottos Sohn Liudolf in Oberitalien, zog durch das Etschtal nach Verona. Byzanz ging in Süditalien unter Marianos Argyros seinerseits 956 in die Offensive und stand an den Grenzen des Kirchenstaates. Der Verbannte beteiligte sich an den Kämpfen auf der Seite König Berengars II. und kaperte mit dessen Hilfe und der Unterstützung Ravennas auch venezianische Schiffe.

### Wahl zum Dogen, Vereidigung des Volkes auf seine Person
Nach dem Tod des Vaters wurde Petrus IV. Candianus nach Venedig zurückgeholt und zum Dogen gewählt, und dies, obwohl „Veneticorum multitudo una cum episcopis et abbatibus“, also die Menge der Venezianer, wohl der Laien, einig mit Bischöfen und Äbten, noch bei der Verbannung geschworen hatten, dass sie „numquam… eum ducem haberent“, wie der zeitlich nächste Chronist Johannes Diaconus aus dem zeitlichen Abstand eines halben Jahrhunderts berichtet. Möglicherweise bestand hier starker Druck seitens des Regnums.
Unter größten Ehren – 300 große und kleine Schiffe holten ihn aus Ravenna ab, so berichtet Johannes Diaconus – brachte man ihn „ad palatium“, zum seinerzeit stark befestigen Dogenpalast. Vielleicht angeregt von Gebräuchen Oberitaliens und des Reiches ließ er sich von der gesamten Bevölkerung einen persönlichen Eid schwören, um die inneren Konflikte zu überwinden. Neben diesem persönlichen Treueid, der im Jahr 959 zum ersten Mal abverlangt wurde, erscheint neben dem Titel dux auch erstmals der eines princeps. Gherardo Ortalli erachtete diese Veränderungen als Ausdruck okzidentaler Einflüsse.

### Monopolisierung des Sklavenhandels, Kontrolle über die Korrespondenz zwischen den Kaiserreichen
Noch im Jahr 960 entstand unter Unterstützung durch Bonus, den Patriarchen von Aquileia, der Bischöfe der Lagune und der venezianischen „primates“ eine Konstitution, die die Koexistenz mit Byzanz regeln, aber auch die Stellung des Dogen festigen sollte. Byzanz war es ab Juni 960 gelungen, einen neuralgischen Punkt des Mittelmeerhandels, die Insel Kreta, von den Sarazenen zurückzugewinnen, wie man in dieser Zeit die islamisierten Berber und Araber bezeichnete. Die nun entstandene Konstitution erneuerte auch das seit Ursus I. bestehende Verbot des Sklavenhandels, doch offenbar unter Androhung härterer Strafen. Kein Venezianer durfte Griechen Geld leihen, da sie damit Sklaven erwarben, kein Venezianer sollte es wagen, Sklaven in „terra Graecorum“ oder „ultra Polam“ (aus dem Gebiet der Griechen und jenseits des istrischen Pula) zu transportieren; keiner von ihnen durfte Geld von Griechen oder von Bewohnern Benevents annehmen, um Sklaven zu transportieren. Auch verbot die Konstitution den Venezianern, die aus dem Regnum Italicum stammende briefliche Korrespondenz – dann aus Bayern oder Sachsen oder sonst einem Reichsgebiet –, zum byzantinischen Kaiser zu bringen oder überhaupt zu den Griechen. Schließlich hatte deren offensiver Ton schon früher dem Verhältnis zu Byzanz schwer geschadet.
Die Konstitution machte den Sklavenhandel praktisch durch die Ausnahmen „pro causa palatii“ zum Staatsmonopol. Zugleich konnte die Korrespondenz zwischen den beiden Kaiserreichen, wie generell zwischen Oberitalien und Konstantinopel, nur noch über den Dogen laufen, denn die Venezianer durften nur diejenige Korrespondenz transportieren, „quae consuetudo est de nostro palatio“. Das Verhältnis zu Byzanz scheint ungewöhnlich gespannt gewesen zu sein. Ein Anzeichen dafür ist, dass schon der Vater des Dogen auf die übliche Reise des Sohnes nach der Dogenwahl in die byzantinische Hauptstadt verzichtet hatte. Auch zeigte sich, dass der inzwischen weit in den östlichen Mittelmeerraum ausgreifende Handel stark vom Wohlwollen des Ostkaisers abhing. Dabei spielte der Sklavenhandel, durch den Menschen von Istrien und Dalmatien, wie die Konstitution explizit ausweist, in die islamischen Länder verschleppt wurden, eine wichtige Rolle. Die Zahl der Sklaven wuchs durch die Siege über die Slawen durch Heinrich I. und Otto I. deutlich an, wie Charles Verlinden nachweisen konnte.

### Verstoßung der Ehefrau Johanna, Einheiratung in das westliche Kaiserhaus, Opposition (963–971)
Petrus war mit einer Frau namens Giovanna, resp. Johanna, verheiratet, von der er sich jedoch trennte. Er zwang sie („coegit“ heißt es ausdrücklich bei Johannes Diaconus), als Nonne in das Kloster San Zaccaria einzutreten, wo sie 963 als Äbtissin nachgewiesen ist. Seinen Sohn Vitale machte er zum Kleriker, der später zum Patriarchen von Grado aufstieg. Die Tochter Marina heiratete Tribuno Memmo, der später den Dogenthron besteigen sollte. 966 heiratete Petrus in zweiter Ehe die Lombardin Waldrada, eine Verwandte Kaiser Ottos I. Sie war die Tochter des Uberto, bzw. Humbert, Markgrafen der Toskana, und der Willa, Cousine der Adelheid, die wiederum Kaiserin seit dem 2. Februar 962 war. Als Mitgift brachte sie dem Dogen Güter in Treviso, im Friaul und in Ferrara ein. Mit Waldrada hatte Petrus einen Sohn mit Namen Walafried. Der enorme Grundbesitz gestattete es dem Dogen „exteros milites de Italico regno“ aufzubieten, wie Johannes Diaconus (S. 139) schreibt, um die „predia“ „defendere et possidere“ zu können, aber auch, wie Margherita Giuliana Bertolini annimmt, um die eigene Autorität in Venedig aufrechtzuerhalten. Schließlich war ihm dieser Machtzuwachs auch außerhalb des venezianischen Gebietes nützlich. So führte er Kämpfe gegen die „extraneos“ auf italienischem Gebiet, wie etwa gegen Ferrara, das dem venezianischen Handel genauso starke Konkurrenz zu bieten in der Lage schien, wie einst Comacchio, das die Venezianer zweimal zerstört hatten. Auch ließ er das „castrum“ von Oderzo zerstören, das das Hinterland von Piave und Livenza beherrschte, und damit die ostalpinen Handelswege.

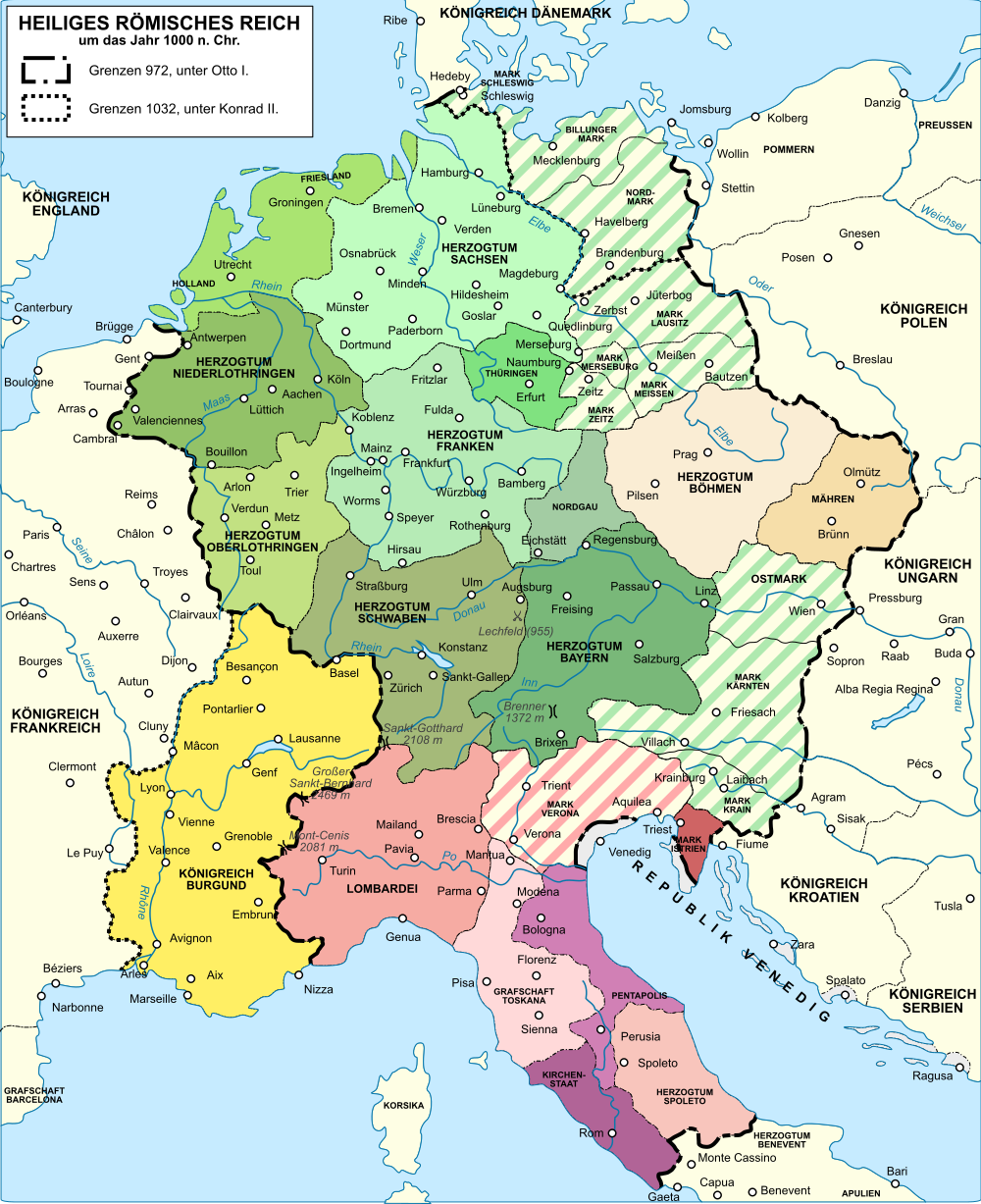
Das Römisch-deutsche Reich zwischen 972 und 1032

Die Beziehungen zum Römisch-deutschen Reich, die sich in der Ehe mit Waldrada manifestierten, die ihren römisch-deutschen Hofstaat mitbrachte, erleichterten Otto I. die Werbung um eine byzantinische Prinzessin, für die er einen venezianischen Unterhändler gewann, während Venedig am 2. Dezember 967 eine Erneuerung seiner Handelsprivilegien auf der Grundlage des Pactum Lotharii von 840 erreichte. Diese Vorrechte galten sowohl für Venedig als auch für den Candiano und dessen Familie. Diese engen Bindungen zum Römisch-deutschen Reich verärgerten den oströmischen Kaiser Johannes Tzimiskes. Johannes drohte den Venezianern mit Krieg, wenn sie nicht ihren Handel mit den Sarazenen einstellten, gegen die Johannes an vielen Fronten kämpfte. Dabei drehte es sich um kriegsrelevante Waren wie Holz, an denen vor allem in Nordafrika Mangel herrschte. 971 musste Pietro einwilligen, auf diesen Handel mit den Muslimen zu verzichten, der auch Waffen eingeschlossen hatte. Er fügte sich dem „diktat imperiale“, wie es Nicola Bergamo 2018 formulierte.
Die Beziehungen zu Otto I., vor allem in den Jahren 962 bis 964, als dieser sich in Italien gegen Berengar II. durchsetzen musste, der sich in der Pentapolis festgesetzt hatte, genauer gesagt in der Fortezza di San Leo im Montefeltro, wurden immer wichtiger. Die Verbündeten Berengars hatten sich an einigen zentralen Punkten in Burgen zurückgezogen, wie San Giulio d’Orta, Garda, in Valtravaglia oder auf der Isola Comacina, der Insel im Comer See. Als der Kaiser zwischen September 966 und Sommer 972 erneut in Italien war, bildete Venedig einen Teil des Repressionsapparats Ottos gegen Berengar und seine Unterstützer. 
Dies schlug sich auch in den Rechtssetzungen nieder, etwa in der Bestätigung der Besitzrechte im Territorium von Monselice (im Comitato Paduas), in der Gegend von Cavarzere, einem wichtigen Zentrum für die Ökonomie des Dukats, die am 26. August 963 von Otto für die Äbtissin von San Zaccaria, eben jene Johanna ausgefertigt wurde, der ersten Ehefrau des Dogen. Ähnlich zu deuten ist die Zuerkennung von Fiskalgütern vom selben Tag, die zugunsten von Vitale Candiano „Veneticus, noster fidelis“ ausgefertigt wurde, der mit dem Bruder des Dogen zu identifizieren ist. Diese Güter befanden sich in den Grafschaften Treviso und Padua, wobei die ersteren besonders wichtig für die Kommunikation mit den Reichsgebieten jenseits der Alpen waren. Schließlich wurde das Pactum Lotharii von 840 am 2. Dezember 967 erneuert. Dann wurde auf einer römischen Synode, die von Dezember 967 bis Anfang Januar 968 tagte, der Patriarchentitel von Grado anerkannt. Jener Vitale, genannt Ugo oder Hugo, Bruder des Dogen, wurde Comes von Vicenza und Padua (998–1001); er hatte Emilia geheiratet, eine Angehörige der Familie des Grafen Hubert von Vicenza. Damit waren ihm ausgedehnte Ländereien im Raum Padua, Vicenza und Treviso zugefallen. All dies waren Früchte der ottonenfreundlichen Politik des Dogen oder umgekehrt, die Ehen schufen Familienbande, die eine entsprechende Familienpolitik bewirkten.
Allerdings wurde dieser Deutung auch widersprochen, etwa durch Carlo Guido Mor. Er wies darauf hin, dass Uberto, der Vater der Waldrada und Markgraf der Toskana, Otto I. lange feindlich gesinnt war, und dass dieser nach Ungarn fliehen musste, als Otto zum zweiten Mal nach Italien zog (Februar bis März 962 oder Mai bis September 963). Auch widerspreche der eindeutig und durchgängig freundlichen Beziehung zwischen den Herrschern, dass der Candiano-Doge immer noch gute Kontakte zu den Berengarianern unterhielt, insbesondere zu Uberto während seines Exils in Venedig. In jenem Vitale Candiano erkennt Mor nicht den Bruder des Dogen, sondern den Sohn, der zwangsweise zum Kleriker gemacht worden war. Auch sieht er in der für ihn ins Jahr 962/63 zu datierenden Eheschließung geradezu ein Element einer anti-ottonischen Gruppe, die hinter den Aktionen gegen Oderzo und Ferrara stand. Schließlich sieht er in Ottos Konzessionen vom 26. August 963 ein Anzeichen dafür, dass es in Venedig eine starke Gruppe gab, die sich gegen die Verbindung mit dem römisch-deutschen Kaiser wandte. Otto versuchte nämlich auf diese Art Verbündete in der Lagune zu gewinnen. In dieses Bild passten nach Mor die Benefizien, die Bischof Johannes von Belluno am 10. September 963 erhielt, wohl just in jenem Oderzo, gegen das der Doge operierte. Schließlich war das gesamte Gebiet zwischen Piave und Livenza später ein Hauptspannungsgebiet zwischen Venedig und dem kriegerischen Bischof. Auch das Privileg für den Bischof von Padua vom 6. Juli 964, dessen Gebiet an das venezianische grenzte, gestattete den Bau von „castella cum turris et propugnaculis“. Nach Mor änderte der Doge erst mit dem Zerfall der Berengar-Fraktion und der Niederlage von Byzanz auf Sizilien seine Politik. Er näherte sich wieder Grado an, wo sein Sohn Patriarch war, um gegen einen der treuesten Verbündeten des Kaisers, den Patriarchen von Aquileia Rodoald (Rodaldo) Unterstützung zu erhalten. Erst jetzt gab man die Feindseligkeiten gegen Otto auf, und erst die Erneuerung des Pactums und die Anerkennung des Patriarchentitels waren für Mor Anzeichen einer neuen Beziehung zwischen dem Dogen und dem Kaiser. Die Frage, welche der beiden Hypothesen zutreffender sei, hängt an der Frage der Datierung der zentralen Ereignisse. So lässt sich die Eheschließung mit Waldrada nur zwischen dem 26. August 963 (Privileg Ottos für Johanna, die Äbtissin von San Zaccaria, die durchgängig mit der Ehefrau des Dogen identifiziert wird) und dem 11. August 976, dem Todestag des Dogen (der erste Beleg für Waldrada stammt vom September 976, als sie bereits Witwe war!).
Für einen Wechsel der Politik zumindest während des dritten Italienzuges spricht, dass, als Otto versuchte, das Verhältnis zu Venedig und zu Byzanz zu regeln (bezeichnend ist, dass ein „Veneticus“, sicher Domenico, im Sommer 967 nach Konstantinopel reiste, um auf die Gesandtschaft des Byzantiners in Ravenna vom April des Jahres zu reagieren), Venedig nicht länger auf schwache Fürsten in Oberitalien setzen konnte.

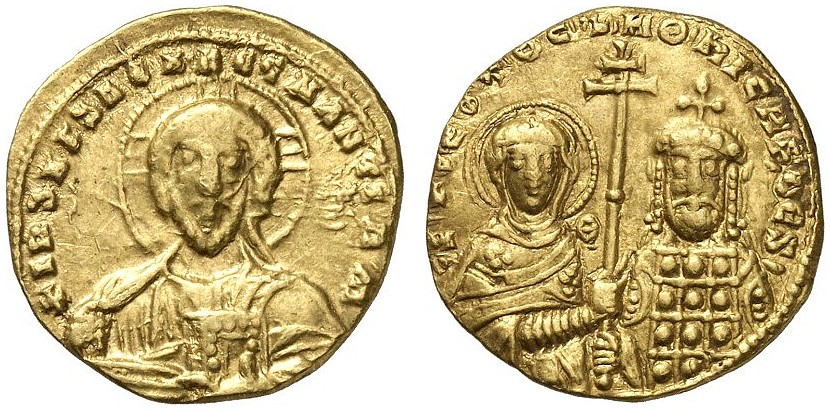
Die 4,1 g wiegende byzantinische Goldmünze, ein Tetarteron, geprägt zwischen 965 und 969, zeigt Kaiser Nikephoros II. Phokas neben der Mutter Gottes, die beide mit der rechten Hand das Kreuz halten. Sie ist ein frühes Beispiel für die bis 1092 geprägte Münze.

Im Gegenteil erwiesen sich die Großmächte ihrer Zeit nicht nur als bedeutende militärische Mächte, sondern beide verfolgten einen zunehmend universalistischen Anspruch auf der Grundlage des jeweiligen Kaisertums. Venedig konnte sich bis zu einem gewissen Grad dabei auf kaiserlich-karolingische Rechteverleihungen berufen. Das traditionelle Pactum, das Otto am 2. Dezember 967 erneuerte, als er auf dem Weg zur Kaiserkrönung seines gleichnamigen Sohnes nach Rom war, stellte jedoch gegenüber früheren Pacta sowohl auf der ökonomisch-fiskalischen als auch der prozessualen Ebene eine Verschlechterung für Venedig dar, aber auch auf der territorialen. In Bezug auf die Verschlechterungen ist das Quadragesimum, eine Abgabe von 2,5 % auf den Wert der Waren zu nennen, und auch die Nutzungsrechte, also vor allem Weiderechte und das Recht auf Holzeinschlag wurden nicht weiter verbessert. Die summarische Prozedur wurde durch die umständlichere formale Prozedur abgelöst. Der Doge sah sich aufgrund der weniger günstigen Handelsbedingungen veranlasst, das besagte Quadragesimum einzuführen. Möglicherweise schwerer wog auf der symbolischen Ebene die Einführung eines Tributs von 25 Libra pro Jahr. Gravierend war durchaus die Territorialfrage, denn südlich von Chioggia gingen Brondolo und Fossone verloren, und damit wichtige Zentren der Salzgewinnung und der Kontrolle über Brenta und Etsch, die beiden Flüsse, die die Haupthandelswege darstellten. Außerdem blieb nunmehr die Grenze von Cittanova in der Zone zwischen Piave und Livenza ungeregelt (995 bis 996 führte dies in der Tat zu einem heftigen Streit mit Johannes, dem Bischof von Belluno). Wichtig ist zudem, dass der periodische Zensus die Bezeichnung tributum erhielt und nunmehr auf Dauer angelegt war. Gegenüber dem Willen des Kaisers, das Herrschaftsgebiet nach Süden und Norden zu kontrollieren, erwies sich der Doge als schwach.
Die Festlandspolitik war also durchaus von negativen Folgen, ja von Opfern begleitet. Johannes Diaconus macht nur einige Andeutungen, dass dies eine erhebliche Opposition gegen den Candiano zur Folge hatte. Nicht nur die entsprechenden „extranei“, sondern auch die „subditi“ unterdrückte der Doge „virtutis rigore plus solito“, was ihn für lange Zeit verhasst machte.

### Zunehmende Isolierung des Dogen, ottonische Stützungsversuche, Sturz (976)
Bezeichnend ist, wie Venedig im Juli 971 auf die Forderungen der anderen universalistischen Macht, nämlich die scharfe byzantinische Forderung reagierte, kriegsrelevante Güter wie Holz und Waffen nicht mehr an die Sarazenen zu liefern. Konstantinopel drohte harsch damit, die entsprechenden Schiffe mitsamt Besatzung und Waren zu verbrennen. Eigene Kontrolleure für Holz und Waffen – „inquirentes de lignamine vel armis“ – kamen nach Venedig. Diese drastischen Maßnahmen hingen mit den Kämpfen zusammen, zu denen es zwischen Fatimiden und Byzanz im Nahen Osten gekommen war. Auf die byzantinischen Forderungen reagierte Venedig in der Form einer constitutio des Dogen, unter Zustimmung der führenden Laien und Kleriker, ähnlich wie es elf Jahre zuvor bei der Frage des Sklavenhandels geschehen war. Jedoch geschah dies nunmehr in der Form einer promissio der zur Beratung zusammengekommenen Versammlung, und zwar diesmal „astante magna parte populi, maiores, mediocres et minores“. Offenbar blieben bedeutende Teile der Bevölkerung fern oder wurden ausgeschlossen. Der Doge und seine Nachfolger durften sich von den Beschlüssen fernhalten, verpflichteten sich aber durch eine frei zu wählende Strafbestimmung. Die Abkehr des populus vom Dogen scheint sich in dieser Form zu kristallisieren, schließlich sogar die Isolierung des Dogen. Carlo Guido Mor hingegen sieht darin die Auffassung des Verhältnisses zwischen fidelis und senior. Bezeichnend ist das Vorherrschen von Namen, die unmittelbar nach den Candiano die venezianische Politik beherrschten, nämlich die der Morosini, Coloprini oder Orseolo. Durch diesen byzantinischen Angriff auf einen der bedeutendsten Märkte Venedigs, die islamischen Staaten Nordafrikas und des Nahen Ostens, öffneten sich die Risse in der venezianischen Führungsschicht besonders deutlich.
Früheste Anzeichen venezianischen Handels mit Syrien und Ägypten reichen bis in die ersten Jahrzehnte des 9. Jahrhunderts zurück., und die carta promissionis weist Handelsfahrten ins tunesische Mahdia, nach Kairuan und ins libysche Tripolis aus. Gerade dort herrschte angesichts der Kriegsanstrengungen noch einmal ein gesteigerter Mangel an Holz, aber auch an Metallen, also Waren, die Venedig von Istrien, aus Dalmatien und aus dem Alpenraum bezog.
Otto I. und Otto II. versuchten vergebens, die Candiano zu stützen. Sie boten am 8. Januar 972 von Ravenna aus die Isola d'Istria, unweit von Capodistria an, was auf Bitten der Kaiserin Adelheid geschah. Das Angebot erfolgte an „Vitale Candiano Veneticus“. Dabei ist unklar, ob hier der Bruder des Dogen gemeint war, oder der zukünftige Doge. In Werla erhielt der Patriarch Vitale Güter und Rechte der Gradenser Kirche auf dem Gebiet Aquileias, Istriens und des Exarchats.
Nachdem Otto I. am 7. Mai 973 gestorben war, nutzten die Venezianer, die mit der „austeritas“ des Dogen nicht einverstanden waren, die Schwäche seines Protektors, um den Candiano-Dogen zu stürzen. Vergebens hatte sich Petrus IV. Candiano im Dogenpalast mit „milites“ umgeben. Die Aufständischen zwangen ihn durch Brandstiftung in einem Nachbarpalast – der Brand griff auf die Dogenburg über –, sich in das benachbarte Atrium des Markusdoms zu flüchten. Konfrontiert mit „nonnulli Veneticorum maiores“, darunter einigen seiner Verwandten (Johannes Diaconus, S. 139), fand er diesmal, wie noch als rebellischer Mitdoge im Jahr 959, keine Gnade mehr. Trotz aller Versprechungen „satisfacere omnia ad vestrum velle“, also alle Forderungen nach ihrem Willen zu erfüllen, wurde er getötet. Auch sein gleichnamiger Sohn von seiner Frau Waldrada wurde an diesem Tag, dem 11. August 976, ermordet.
Die Leichname wurden zunächst zum Schlachtermarkt, der Beccaria, gebracht, doch die Frömmigkeit des Giovanni Gradenigo veranlasste ihn, sie ins Kloster S. Ilario in der Lagune von Fusina (Mestre) zu bringen – möglicherweise, weil sich dort ausgedehnte Güter der Candiano befanden. Dort lagen bereits die Dogen Agnello und Giustiniano Particiaco, die Gründer des Klosters im frühen 9. Jahrhundert.

### Verheerender Stadtbrand, späteres Verhältnis der Candiano zu den Kaiserreichen
In dem Feuer, das die Aufständischen gelegt hatten, sind 300 Häuser verbrannt, ebenso wie die Kirchen von San Marco, San Teodoro und Santa Maria Zobenigo. Bei dieser Gelegenheit verbrannte auch das Archiv der Dogenburg. Dem neuen Dogen gegenüber bekannten am 12. Oktober 977 die Capodistrianer unter „Sigardus Comes“, die neue Verträge abschließen wollten, dass sowohl die venezianischen als auch die Dokumente der Istrier verbrannt waren.
Waldrada, die Witwe des Dogen, die sich auf einem Landgut aufgehalten hatte, entging dem Morden. Sie verließ Venedig für immer, nachdem sie ihre wirtschaftlichen Verhältnisse mit der dortigen Regierung geregelt hatte. Diese Regierung hatte die Allodialgüter des Dogen konfisziert. Waldrada erhielt eine königliche carta securitatis, die sie dem neuen Dogen Pietro (I.) Orseolo und dem venezianischen Volk im September 976 vorlegte. Candianos anderer Sohn Vitale überlebte ebenfalls, floh aber sicherheitshalber nach Sachsen.
Einige der Entmachteten wandten sich an Kaiser Otto II., so etwa Vitale Candiano, von dem Andrea Dandolo behauptet, er sei der Bruder des ermordeten Dogen gewesen. Er habe vergebens versucht, zu einem Abkommen mit dem Kaiser zu kommen, obwohl ihn sein gleichnamiger Verwandter, der Patriarch von Grado, dabei unterstützt hatte. Nachdem er vom 1. September bis Oktober 979 regiert hatte, zog er sich gleichfalls ins Kloster S. Ilario zurück. Auch der spätere Doge Tribuno Memmo (979–992), der eine Tochter des letzten Candiano-Dogen geheiratet hatte, konnte die Zerrissenheit Venedigs nicht beenden. Dies gelang erst einem weiteren Petrus, nämlich Pietro II. Orseolo. Unter ihm machte sich Venedig auch formal von Byzanz unabhängig, wie das vom Kaiser ausgestellte Chrysobull von 992 belegt.
Auch wenn die jahrzehntelange Dominanz der Candiano gebrochen war, so bewahrte sich die Familie doch weiterhin einen erheblichen Einfluss. Die Entscheidung, sich weniger in die Verhältnisse auf dem Festland ziehen zu lassen, in diesem Falle in die des Römisch-deutschen Reiches, sollte von großer Dauerhaftigkeit sein. Auch mied Venedig vorläufig weitere Konflikte mit Byzanz. Über diese Vorgänge hinaus ist es für die venezianische Historiographie – noch mehr vor dem Hintergrund des ausgebrannten Archivs – von kaum zu überschätzender Bedeutung, dass die dramatisch veränderten Verhältnisse in Johannes Diaconus einen bedeutenden Historiographen fanden.

## Rezeption

### Vom Spätmittelalter bis zum Ende der Republik (1797)
Für das Venedig des 14. Jahrhunderts war die Deutung, die man der Herrschaft der Candiano und besonders Pietros IV. gab, von höchster symbolischer Bedeutung. Das Augenmerk der Chronik des Dogen Andrea Dandolo repräsentiert in vollendeter Form die Auffassungen der längst fest etablierten politischen Führungsgremien, die vor allem seit diesem Dogen die Geschichtsschreibung steuerten. Sein Werk wurde von späteren Chronisten und Historikern immer wieder als Vorlage benutzt. Dabei standen die Fragen nach der politischen Unabhängigkeit zwischen den zu neuer Machtfülle aufgestiegenen Kaiserreichen, des Rechts aus eigener Wurzel, mithin der Herleitung und Legitimation ihres – an dieser Stelle Rückschläge erleidenden – territorialen Anspruches, stets im Mittelpunkt. Sowohl das Römisch-deutsche Reich, als auch Byzanz meldeten ihre Rechte und Interessen in Italien mit seit langer Zeit nicht gesehener Intensität an. Dabei war es für Dandolo wichtig, der Candiano-Familie eine wesentliche Rolle zu verleihen. Denn deren Anspruch auf eine Art Erbmonarchie war in keiner Weise mit den Interessen der zu dieser Zeit herrschenden Familien, vor allem aber nicht mehr mit dem Stand der Verfassungsentwicklung in Übereinstimmung zu bringen. Zugleich war einerseits der Ausgleich zwischen den ehrgeizigen und dominierenden Familien eines der wichtigsten Ziele, andererseits die Herleitung ihrer herausgehobenen Position im Staat. Die Etappen der politischen Entwicklungen, die schließlich zur Entmachtung des Dogen, dem man zunehmend Repräsentationsaufgaben zuwies, aber keine eigenständigen Entscheidungen mehr zugestand, war ein weiteres Darstellungsziel, das Johannes Diaconus noch keineswegs vor Augen haben konnte. Die Entmachtung war im 14. Jahrhundert hingegen vergleichsweise weit vorangeschritten. Der steile Sturz von 976 mit seinen verheerenden Folgen, einschließlich der Zerstörung des Archivs und damit der Möglichkeit, die Vergangenheit an die jeweiligen Zeitbedürfnisse ausgesprochen weitgehend anzupassen, brachte diesen Prozess, der im Rückblick auf eine Ausbalancierung aller inneren Machtgruppen hinauslief, in eine bedeutsame Phase.

Italien und der Adriaraum um 1000

Die älteste volkssprachliche Chronik, die Cronica di Venexia detta di Enrico Dandolo aus dem späten 14. Jahrhundert, stellt die Vorgänge ebenso wie Andrea Dandolo auf einer in dieser Zeit längst geläufigen, von Einzelpersonen, vor allem den Dogen beherrschten Ebene dar, wobei der Verfasser ausschließlich den schlechten Charakter des Dogen hervorhebt. Dabei bleiben die tatsächlichen Entscheidungsfindungsprozesse und die dahinter bestehenden informellen Strukturen eher undeutlich, wenn auch Historiker versuchten, aus feinsten Nuancen Veränderungen abzulesen; die Außenpolitik wird gar nicht berührt. Die Chronik berichtet über „Piero Chandian, overo Sanudo“, er sei nach dem Tod seines Vaters auf Bitten Berengars II., hier ‚König der Lombardei‘ genannt, dann mit Hilfe seines „parentado“, wohl seiner nicht weiter definierten Anhängerschaft, aus der Verbannung geholt und zum Dogen gewählt worden. Mit großen Ehren wurde er wieder aufgenommen, sollte jeden nach seinem Stand gleich behandeln, doch als „pessimo homo“, zwang er seine Frau zur Nonne zu werden und ins Kloster San Zaccaria zu gehen. Den von ihr geborenen gemeinsamen Sohn „Vidal“ machte er zum Kleriker, zum Patriarchen von Grado nämlich. Er nahm „Valdrada, sorella de Ugo marchese“ zur Frau, die Schwester des Markgrafen Hugo. Sie brachte zahlreiche Burgen im Ferraresischen und um Oderzo „per docte“, ‚als Mitgift‘, in die Ehe ein. Der Doge ließ Oderzo angreifen, wobei allergrößte Schäden entstanden. Beim ganzen Volk war er wegen seiner „malvasitade et superbia“ verhasst, wegen seiner teuflischen Boshaftigkeit und seiner Arroganz. Als er einen Mann mitsamt seinem Haus verbrennen ließ (der Name wurde nie in die Lücke im Text eingesetzt), kam es zu einem „grandissimo tumulto“, in dessen Verlauf das Volk den Dogenpalast und große Teile der Markuskirche niederbrannte. Pietro IV., den Tod vor Augen, hob „uno suo fiolo piçenin“ hoch, ‚einen seiner kleinen Söhne‘, und bat um „misericorda“. Doch das wütende Volk hatte keine Gnade und tötete ihn zusammen mit dem Kind. Die Leichname wurden an der „Beccharia“ abgeworfen, doch ein „meser Zanne Gradenigo“ brachte sie nach S. Ilario.
In Pietro Marcellos Zählung ist „Candiano doge XXI.“, also der 21. Doge. Er sah 1502 in seinem später ins Volgare unter dem Titel Vite de'prencipi di Vinegia übersetzten Werk das moralische Versagen derjenigen im Vordergrund, die den Dogensohn – entgegen ihrem Eid – aus der Verbannung zurückgeholt und ihn zum Dogen gewählt hatten. Zuvor hatte er schon berichtet, wie Pietro (IV.) Candiano wegen seiner „insolente natura“ zunächst verjagt worden war, wie er jeden Rat seines Vaters abgelehnt und Verrat begangen hatte. Beinahe wäre es mitten in der Stadt zwischen den „cittadini“ zum offenen Kampf gekommen, doch der alte Doge selbst hielt sie davon ab. Nach Verbannung und besagtem Eid der Kleriker und des Volkes ging der Dogensohn nach Ravenna, um Guido, den Sohn des Berengario zu treffen. Von letzterem erhielt er sechs Schiffe und kaperte venezianische Schiffe am Ufersaum von Ravenna. Daraufhin starb der alte Doge im 10. Jahr seiner Herrschaft vor Schmerz. Nun wurde die Stadt, wie sie es verdient hatte, durch den selbst gewählten Dogen bestraft, nämlich durch Feuer, die ‚Tyrannei‘ des Dogen, mit dessen Tod und dem des „figliuolo bambino“. Nach Marcello zwang er seine Ehefrau, ins Kloster zu gehen, ‚weil sie alt war‘, dann machte er ihren gemeinsamen Sohn zum Patriarchen. Nachdem er seine Frau also ‚verjagt‘ hatte („cacciata“), heiratete er „Gualdera“, die hier die Tochter des Markgrafen Guido war. Hatte der Doge bis dahin seinen schrecklichen Charakter und seine Boshaftigkeit verborgen gehalten, so verwandelte er „il Prencipato“ in eine Tyrannei, voll von Hochmut, Drohungen und dem Volke fürchterlich. Mit seiner Armee überfiel er Oderzo, da er seine Bewohner beschuldigte, seinen Grund in Besitz genommen zu haben. Um dem Volk die Freiheit zurückzugeben, wollte man ihn ‚überfallen‘ („assaltare“), doch flüchtete sich der Doge in seinen Palast, wo er eine gute Wache aufgestellt hatte. Man legte Feuer, doch dieses wurde durch einen starken Wind so sehr angefacht, dass nicht nur der Palast, sondern auch die Markuskirche abbrannte. In einem abgelegenen Winkel, wo das Feuer noch nicht wütete, verkroch sich der Doge, wurde jedoch von Bewaffneten gestellt. Nun war alles Bitten, das der Autor ungewöhnlich ausführlich darstellt, umsonst, fast alle schrien, der Tyrann, der so viel Übles angerichtet habe, und auch sein kleiner Sohn sollten sterben. So wurden die beiden in Stücke gerissen, ihre Leichname an der Beccaria den Hunden zum Fraß hingeworfen. Doch Giovanni Gradenico hob sie auf und sie wurden ehrenvoll in der Kirche S. Ilario beigesetzt.
Nach der Chronik des Gian Giacomo Caroldo brachte Pietro (IV.) Candiano das Volk dazu, dass er zum Mitdogen erhoben wurde („consorte del Ducato“). Den Gehorsam verweigernd lehnte er sich gegen den Vater auf, bis die Anhänger der beiden Dogen auf der „Piazza di Rialto“ in ein Handgemenge gerieten („vennero insieme alle mani“). Die Mehrheit stand auf Seiten des Vaters und wollte den Sohn in Stücke reißen, doch der Vater, voller Mitleid, bat das Volk darum, ihn nicht zu töten. Um wenigstens teilweise der Wut des Volkes nachzugeben, wurde er aus Venedig verbannt. Klerus und Volk schworen, ihn weder vor noch nach dem Ableben des alten Dogen jemals als Nachfolger zu akzeptieren. Pietro wurde gezwungen, Venedig zu verlassen, doch fand er unter Vermittlung von „Georgio Diacono et di Gregorio Chierico“ mit zwölf Dienern bei „Hunulcone Marchese“, Sohn König Berengars, Unterschlupf, wo er in Ehren aufgenommen wurde. Dieser führte ihn am Hof Berengars ein und wollte ihn für den Kampf gegen die Mark Spoleto mitnehmen. Danach wandte er sich, um an Venedig Rache zu nehmen, nach Ravenna, wo er mit sechs bewaffneten Schiffen sieben venezianische Schiffe auf dem Po di Primaro kaperte, die mit Waren beladen auf dem Weg nach Fano waren. Der alte und kranke Doge starb darüber. Ihren Eid hintanstellend beriefen die Venezianer nun den Verbannten zum Dogen: „Pietro Candiano di questo nome IIIJ, nel DCCCCLVIIIJ, fu publicato Duce“. Im sechsten Jahr seiner Regierung erreichte er die Erneuerung der Privilegien, wie sie schon unter „Carlo Imperatore“ Bestand gehabt hatten, also unter dem Frankenherrscher Karl I. Im neunten Jahr seiner Herrschaft erreichte er von Otto I. die Bestätigung des Patriarchats von Grado, die Kirche sollte nun „Patriarchale et Metropoli“ des gesamten venezianischen Dukats sein. Er zwang seine „consorte“ und ihren gemeinsamen Sohn Nonne, bzw. Patriarch zu werden, wobei letzterer „anni circa L“ dort lebte, also für etwa 50 Jahre. Er nahm stattdessen „Valderacha“, diesmal Schwester des Markgrafen Hugo, zur Frau, die große Besitztümer und zahlreiche Vasallen („molte possessioni, vassali et beni per grande valore“) mit in die Ehe brachte. Der Doge unterhielt „soldati Italiani“, die nicht nur dem Schutz dieser Besitzungen dienten, sondern auch deren Ausweitung. Auf die auswärtigen Mächte vertrauend („confidandosi nelle esterne forze“) kämpfte er um eine Burg im Ferraresischen, brannte Oderzo nieder. Die Chronik schreibt dem Dogen zu, den Verkauf von kriegsrelevanten Gütern an die Sarazenen untersagt zu haben, gemeinsam mit seinem Sohn und Patriarchen „Vital“ und Mauritius, dem Bischof von Olivolo, dem Sohn des Pietro Cassiano, sowie den Bischöfen, dem Klerus und dem Volk Venedigs. Dies sollte für eine „espeditione“ ins Heilige Land dienen, wobei man sich erst an Konstantinopel wandte. Wegen der Anmaßung und Tyrannei des Dogen, der extremen Bevorzugung seiner Unterstützer, aber auch der Ehe mit der Schwester des Markgrafen, verschworen sich einige Venezianer gegen ihn. Zwar verfügte der Doge nur über wenige, aber dafür kampferprobte Männer, so dass niemand es wagte, in den Dogenpalast einzudringen. So legten die Aufständischen auf Anraten des „Pietro Orsiolo“ mittels Pech und anderer Materialien Feuer. Dieses griff auf über 300 Häuser über, auf San Marco und die Kapelle des hl. Theodor sowie „Santa Maria Zubenigo“. Vor der Hitze und dem Rauch des Feuers flohen die Belagerten mit Mühe durch die Pforte des Atriums ins Freie. Dort gestellt, bot der Doge an, alles zu tun, was die Aufständischen wollten. Doch „con horribil voci“ schrien diese, er sei unwürdig zu leben, und vom Dukat könnten sie ihn befreien. Sie töteten ihn mit ihren Schwertern. Einer der Männer sah die „nutrice“ mit dem Säugling des Dogen auf den Armen, wie diese ‚Amme‘ versuchte, das Kind vor dem Feuer zu retten. Er tötete das Kind mit einem Dolch, und auch die Soldaten des Dogen wurden in Stücke gerissen. Die Leichname des Dogen und des ‚Söhnchens‘ („figliuolino“) wurden mit einer „barchetta“ zur „beccaria“, dann von „Gioanni Gradenigo, huomo santissimo“ nach S. Ilario gebracht.
In der 1574 erschienenen Chronica das ist Warhaffte eigentliche vnd kurtze Beschreibung, aller Hertzogen zu Venedig Leben des Frankfurter Juristen Heinrich Kellner, die auf Pietro Marcello aufbauend die venezianische Chronistik im deutschen Sprachraum bekannt machte, ist „Peter Candian der ein und zwentzigste Hertzog“. Im Gegensatz zu seinem Vater, der zwar gleichfalls „umb seins hochmuths willen“ „verjagt“ worden war, der aber „mit den jaren sein weiß und sitten auch geändert“ und infolgedessen „mit grosser gutwilligkeit deß volcks“ wieder aufgenommen worden war, blieb der Konflikt mit der nächsten Generation bis zum Tod Pietros III. Candiano ungelöst. Dieser nahm zunächst „seinen Son Peter zu einem Gehülffen oder Coadiutorn“, doch verachtete dieser Sohn den väterlichen Rat und „reitzet etliche böse Buben zu einer Auffruhr oder Aufflauff wider die Statt.“ Dem widersetzten sich Doge und „Raht“ „unnd fehlet wenig / daß die Bürger mitten in der Statt einander ein Schlacht gelieffert hetten“. Des Dogen Autorität konnte die Aufrührer jedoch beruhigen, der Sohn wurde „deß Regiments entsetzt und verwiesen“. Volk, Klerus und „die Fürnemesten der Statt“ legten sogar einen „Eydt“ ab, „daß sie zu ewigen zeiten diesen Auffrührer zum Hertzogthumb … nicht wölten kommen lassen.“ Petrus ging daraufhin zu „Guidone/Berengarii(der die zeit in Lombardia was) Son“, der ihm sechs Schiffe zu Kaperfahrten zur Verfügung stellte. Tatsächlich nahm er venezianische Schiffe „bey dem Fluß umb Ravenna / welches(als man sagt) den Vatter so sehr verdroß / daß er / von ubergrossem schmertzen und Hertzenleidt“ bald danach starb, nachdem er 11 Jahre regiert hatte (S. 14r). Den Passus über Pietro IV., der unter Bruch des Eides zurückgerufen wurde, beginnt Kellner mit der Ankündigung, die Stadt und der neue Doge würden nicht ungestraft bleiben, „Nemlich die Statt mit Brandt und Tyranney des Hertzogs / Petrus aber mit seinem und seines jungen Sons erschrecklichen Todt.“ „Peter / nach dem er Hertzog was / scheidete er sich von seinem Weib Johanna/dieweil sie alt war/und wolt auch seinen Son/den er mit ihr hatt/nicht erkennen/sondern macht in Geistlich“. Hier merkt der Autor an, dies sei dem Sohn zugutegekommen, denn er sei Patriarch zu Grado geworden. Die neue Frau des Dogen hieß „Gualtheran/Guidonis Tochter“, durch die er zu gewaltigem Vermögen kam. In den Worten Kellners: „Und dieweil er mit derselbigen viel Land/Gelt und Fahrendhaab / von grossem wehrt uberkommen hatt / ward er dadurch gantz stoltz und auffgeblasen.“ Nun konnte er „seinen wilden Muth / böse Natur und Art / die er biß daher verborgen gehalten hatte“, nicht mehr bändigen. Während er nach innen als willkürlicher Tyrann auftrat, griff er Oderzo an, von dessen Bewohnern er behauptete, sie hätten Güter seiner Frau inne, und ließ die Stadt niederbrennen. Als das „Volck“ seine Tyrannei nicht länger „erdulden mocht“, wollte man ihn überfallen, um „das Vatterland widerumb in Freyheit zu setzen“. Doch er verschanzte sich im Dogenpalast mit seinen „Kriegßleuten“, den die „Gemein“ wiederum in Brand setzte. Ein starker Wind bewirkte, dass auch die Markuskirche „abbrannt“. Der Doge nahm „seiner kleinen Kindt eins … under den Arm/und wolt die flucht geben/an den verborgensten heimlichen ort der Kirchen/da das Feuwer noch nicht hinkommen war.“ Als er die Hoffnung verlor, verlegte er sich aufs Bitten, und bat, wenn schon nicht sein Leben, so doch das seines „kleines unmündigen Sons“ zu schonen. „Es war aber all sein bitt vergebens / dann sie schryen alle / man solt den grausamen Tyrannen … hinweg nemmen“. So wurde er „etlich mal durchstochen/und in stück zerhauwen/mit seinem Son. Ire Cörper sind auß befelch des Volcks in die Metze oder Schirn geworffen/ und von den Hunden daselbst zum theil gefressen“ worden. „Johann Gradenico“ ließ sie jedoch in „S.Hilarii Kirchen ehrlich begraben.“

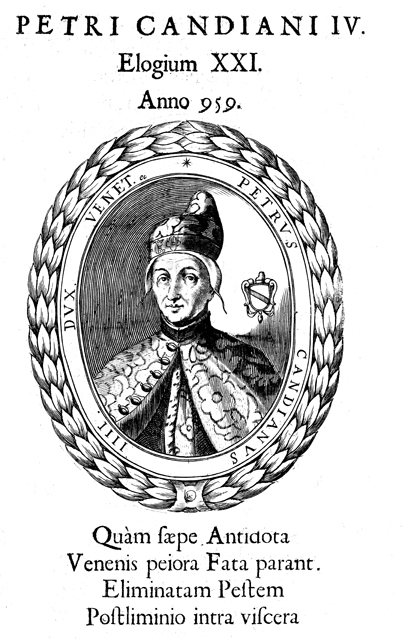
Leone Matina: Phantasieporträt des Dogen in der wohl ersten gedruckten Porträtserie aller bis dahin anerkannten Dogen, dem Ducalis regiae lararium von 1659

In der Übersetzung von Alessandro Maria Vianolis Historia Veneta, die 1686 in Nürnberg unter dem Titel Der Venetianischen Hertzogen Leben / Regierung, und Absterben / Von dem Ersten Paulutio Anafesto an / biss auf den itzt-regierenden Marcum Antonium Justiniani erschien, wird der Doge, im Gegensatz zu Marcello, „Petrus IV. Candianus, Der 22. Hertzog“ genannt. Nach ihm hatte der nun zum Dogen gewählte vierte Candiano „sein Gemüth nicht im geringsten verändert“. Stadt und Doge sollten jedoch wegen des Eidbruches und des „übergrossen Mutwillens“ und der „Thorheit“ nicht ungestraft bleiben. So hätten sie die „allgewaltige Straffruthe empfinden und fühlen müssen“. Er habe seine Frau „genöthiget“ ins Kloster zu gehen, sein Sohn „(so doch dem Knaben zu seinem Besten gereichet)“ musste Kleriker werden, „nur damit er desto ehender in den neuen Ehestand / welchen er schon längsten mit Valderanda, eines Herzn von Ferrara Tochter bey sich beschlossen/ schreiten möchte.“ Durch ihre reiche Mitgift wurde er „noch weit verwegener / und aufgeblasener / also / daß er sein böses Gemüth / so er doch bißhero in etwas in Zaum gehalten / nunmehro nicht mehr bändigen können“. Nun verwandelte er das „Hertzogthum in eine öffentliche Tyranney“. „Er sammlete indessen viel Kriegsvolck zusammen“, überfiel Oderzo, „gabe ihnen die Schuld / wie daß sie viel Güter besässen / die seiner Gemahlin zuständig wären“, und ließ die Stadt niederbrennen. Im „Augustmonat deß 975. Jahrs“ (S. 140 f.) griffen die Aufständischen den Dogenpalast an, legten, als sie auf Widerstand trafen, an verschiedenen Stellen Feuer. Mit einem seiner kleinen Söhne wollte sich der Doge „in dem allerverborgensten Ort der Kirchen“, der Markuskirche, „wohin das Feuer noch nicht gekommen/ verkriechen“. Als er erkannte, dass alle Fluchtwege versperrt waren, „fieng er darauf an zu bitten und zu flehen“. Die Aufständischen brachten die beiden dennoch um, „ihre Cörper von dem ergrimmten Volck in die Mezge geworfen/ und von den Hunden daselbst zum theil aufgefressen/ darnach von Johannes Gradenigo, mit Erlaubniß des Pövels hinweg genommen / und in S. Hilarii Kirchen ehrlich begraben worden“ (S. 142 f.). Vianoli meint, dies sei nun „das erbärmliche Ende dieses Hertzogen gewesen“, an dem man sehe, wie „höchstgefährlich“ die Strafe für Hochmut und Ehrgeiz einem Fürsten sein könne, „welcher / indeme er von so vielen Menschen erwählet/weit leutseliger/als die andern alle seyn müsse / und freundlicher sich erzeigen solle.“ Danach zählt der Autor auf, welche Kirchen in den 17 Jahren dieses Dogates erbaut worden seien. Man habe sich „in St. Peters / der Bischofflichen Haupt-Kirche im Castell/ dieweilen deß heiligen Marci seine nunmehro durch das Feuer verzehret war“ versammelt und dort im Jahr 976 Pietro Orseolo gewählt, „eine Person von viel und herzlichen Tugenden“.
1687 schrieb Jacob von Sandrart in seinem Opus Kurtze und vermehrte Beschreibung Von Dem Ursprung / Aufnehmen / Gebiete / und Regierung der Weltberühmten Republick Venedig, dass schon Pietro II. seinen Sohn, den dritten seines Namens „zu einem Neben-Regenten angenommen“. Dieser regierte zunächst übel, wurde mit zunehmendem Alter jedoch „viel sittsamer und verhielt sich gar wohl“. Er wiederum nahm seinen ebenfalls gleichnamigen Sohn „neben sich in die Regierung“, doch „hielt er sich so übel / daß das gantze Volck darüber in Aufruhr gerieth/ also daß dieser Sohn aus der Stadt gejaget ward“. Der Vertriebene, dessen Rückkehr durch einen Eid verhindert werden sollte, verlegte sich aufs „See-Rauben“ und „that den venetianischen Kauffleuten so grossen Schaden/daß sein Vatter vor Betrübnuß darüber starb.“ Doch dieser Tod und der Eid „ward bey dem leichtsinnigen Volck so wenig geachtet […] bloß allein umb seiner Durchläuchtigen Vorfahren willen / welche der Republicq so viel Dienste gethan / wieder zu ihrem (XXI.) Hertzog annahmen.“ „Dieser stieß hierauf seine Gemahlin von sich/ und heirathete eine andere / die sehr mächtig war an Sclaven und Land-Gütern“. Nach dem erfolgreichen Krieg gegen Oderzo und Ferrara setzte er seine Soldaten in den Dogenpalast. „Da dann endlich in seinem 17. Jahr das Volck auf die Beine kam/und den Palast in den Brand steckte“. Nach von Sandrart erlaubten die Aufständischen dem Dogen, der seinen Sohn auf den Armen hielt, nicht, noch etwas vorzubringen. So wurde er „also nebenst seinem Söhnlein umbs Leben gebracht.“ „Durch diese Feuersbrunst aber giengen zugleich 300. Häuser / und drey der vornehmsten Kirchen mit in dem Rauch auf.“ Der Autor resümiert: „Und also ist es allzeit mit dem Volck beschaffen / entweder es ist allzugrimmig / oder all zu gut und leichtglaubig.“

### Historisch-kritische Darstellungen (seit dem 18. Jahrhundert)
Johann Friedrich LeBret, der ab 1769 in seine vierbändige Staatsgeschichte der Republik Venedig publizierte und sich darin ausführlich mit der venezianischen Verfassung beschäftigte, wusste über die Candiano: „Dieses mächtige Haus brachte große Geister hervor. Sie liebten den Krieg, und ihre ganze Erziehung war kriegerisch.“ Für den alten Dogen Pietro III. wurde sein gleichnamiger Sohn und Mitdoge zur „Quelle eines beißenden Verdrusses“. Die Anhänger von Vater und Sohn „kamen auf dem öffentlichen Platze von Rialto zusammen, um die Sache durch ein Gefecht zu entscheiden.“ Doch die Anhängerschar des Vaters war viel größer, man „ergriff den Sohn, man band ihn, man wollte ihn der Rache und Wuth des erhitzten Pöbels aufopfern.“ Doch der Vater „bath für ihn; und das Volk wurde durch ein so rührendes Beyspiel eines bestürzten Vaters erweichet.“ Es folgte lebenslange Verbannung. Der Verbannte reiste mit einem Priester Gregorius und einem Diaconus Georg nebst zwölf Bedienten nach Ravenna. König Berengar II. bat „den Jüngling“ bei einem Feldzug gegen die Mark Spoleto „mitzumachen“, dann erlaubte ihm der König, „sich an den Venetianern zu rächen“. Im „Haven von Primaro“ kaperte er sieben venezianische Kauffahrer auf dem Weg nach Fano und „hieb die Mannschaft nieder“. Die Einsetzung dieses Piraten zum Nachfolger des alten Dogen, die trotz entgegengesetzten Eides geschah, veranlasste den Autor zu untersuchen, welche Fehler sich in die venezianische Kirchen- und in die Staatsverfassung eingeschlichen hätten (S. 199–215). Er „that also auswärts alles, was von ihm abhieng, um seinem Namen Ehre und Ruhm zu erwerben.“ „Er wollte seine Hoheit auch auf dem festen Lande gründen, und dazu glaubete er, würde eine Vermählung den Weg bahnen.“ Seine Ehefrau Johanna „opferte er seinem Ehrgeize auf, verstieß sie“. Auch ihr gemeinsamer Sohn musste „auf die Seite geschaffet werden“. „Nun suchete er sich eine Gemahlinn aus, durch welche er im italienischen Reiche vorzügliche Güter erlangete, und unter den Mächtigen Italiens einiges Ansehen hätte.“ So heiratete er Waldrada, „eine Schwester des Markgrafen Hugo von Toscana, deren Vater Obertus im Jahre 968 gestorben war. Sie war eine Enkelin des Königes Hugo, und brachte ihrem Gemahle große Landgüter und selbst das Eigenthum über viele Städte […] in der Lombardei zum Heurathsgute mit.“ Nun legte er alle „Mäßigung“ ab „und verfiel auf despotische Grundsätze“, „nahm fremde Soldaten in seine Dienste“. „Unumschränkte Befehle donnerten unter ein freyes Volk hinein, das der gebieterischen Mine am aller wenigsten gewohnet war.“ „Nichts ist dem freyen Venetianer unangenehmer, als ein Fürst mit Soldaten umgeben.“ Es dauerte eine Weile, bis man zum Umsturz bereit war. „Der erbitterte Pöbel versammlete sich in großer Anzahl um den Pallast“. Das Volk wollte die Tore aufbrechen, doch die Soldaten trieben es zurück. Der Autor registriert, dass die älteren Geschichtsschreiber, die vor Andrea Dandolo schrieben, vom Rat des Peter Orseolus, den Palast in Brand zu setzen, nichts wussten (S. 220). Am 12. August 976 brannten die Häuser des Orseolus in der Nachbarschaft des Dogenpalasts, auf den die Flammen übergreifen sollten. Der Rauch zwang den Dogen, „sich unter dem Thore des Pallastes zu zeigen“. Nach LeBret war der Doge überrascht, dass an der Spitze des Aufstandes einige der Großen standen. Er wollte sich noch verteidigen, erinnerte an die Verdienste der Vorfahren, und bot an, ihnen „in allen Stücken ein genüge zu leisten“. Doch wurde er niedergebrüllt und mit Dolchen ermordet. Die Amme seines Sohnes hatte diesen zwar vor den Flammen retten können, doch wurde das Kind, genauso wie die Soldaten, „todt gestochen“. Auch dieser Autor schreibt dem Volk eine unstillbare Wut zu: „Ihre Wuth ersticket die Stimme der Vernunft … kein Flehen, keine Thränen, kein Versprechen findet Platz, sondern eine schreckliche Begeisterung fordert das Blut des Peinigers und seines Samens.“ Die Leichen wurden „in einem Nachen auf den Fleischermarkt hingeworfen, bis sich ein besser denkender Patriot aus dem Hause Gradenigo fand“ und sie in S. Ilario beisetzen ließ. Der Doge „wurde von jedermann gehasset, und von niemandem beklaget“. Das genaue und so bedeutsame Datum, den 12. August 976, vermerkten, angesichts der Bedeutsamkeit des Umsturzes, nach LeBret schon „die ältesten Geschichtsschreiber, so nachläßig sie auch sonst in Bestimmung der Zeiten seyn mögen“.

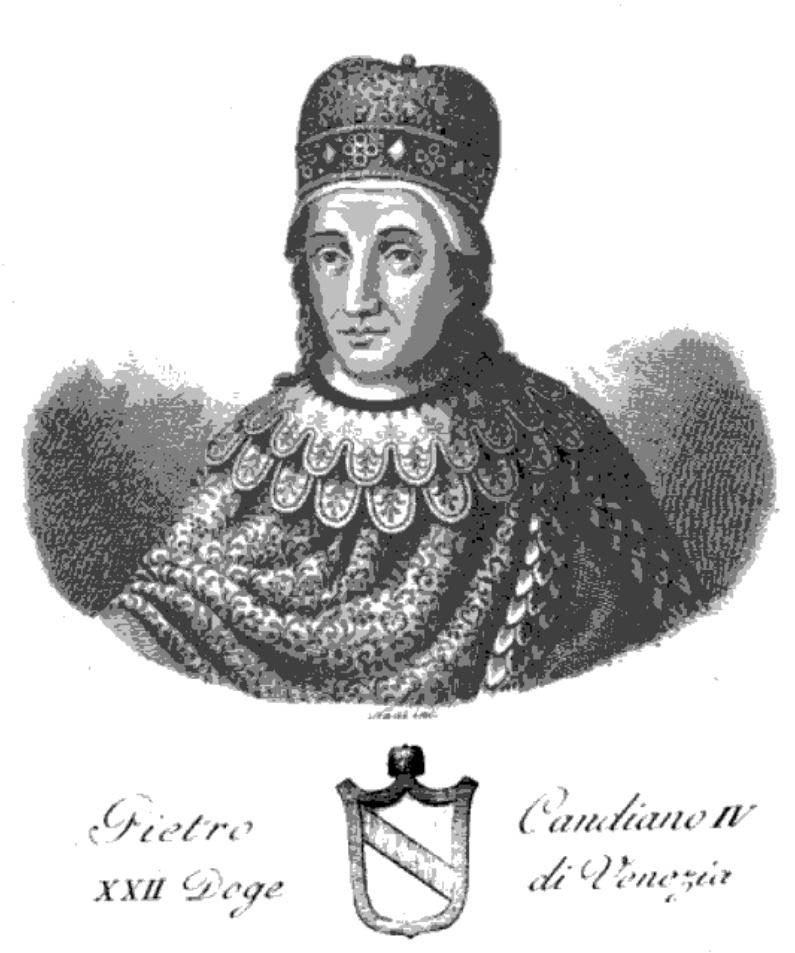
Phantasiedarstellung des Dogen aus den frühen 1830er Jahren, Antonio Nani: Serie dei Dogi di Venezia intagliati in rame da Antonio Nani. Giuntevi alcuni notizie biografiche estese da diversi, Bd. 1, Merlo, Venedig 1840, o. S. (Google Books)

Der sehr detailreich darstellende und in den historischen Zusammenhang der benachbarten Herrschaftsgebiete einbettende Samuele Romanin, der diese Epoche 1853 im ersten der zehn Bände seiner Storia documentata di Venezia darstellte, umriss in knappen Worten die dramatischen Szenen in Venedig, vom Aufstandsversuch des Sohnes bis zu seiner Gefangennahme, den Bitten des Vaters und der Verbannung. Nach dem Tod des Vaters sah man Dinge ohne Beispiel in Venedig. So wurde der Sohn, trotz des Eides, der die Verbannung auf Lebenszeit vorsah, und der dadurch niemals in sein Amt hätte zurückkehren sollen, zum Dogen erhoben. Durch Gebete, Prozessionen, milde Gaben und den Neubau oder die Restaurierung von Kirchen versuchte man den göttlichen Zorn zu besänftigen. So wurde San Simeone auf Kosten der Familien Brandossi, Beriosi und Ghise, San Baseggio auf Kosten der Baseggi und Acotanti, Santa Maria Zobenigo auf die der Zobenighi, Barbarighi, Semitecoli usw. er- oder umgebaut. Pietro III. Candiano starb im Jahr 959. Dass sich der von den Verwandten und Mitstreitern des Exilierten aufgehetzte popolo minuto dafür einsetzte, den Verbannten vor der Wahl zurückzuholen, wogegen sich die führenden Köpfe der Stadt wehrten, entnahm Romanin ohne genauere Angaben einer „Cronaca Barbaro“. Zunächst schien der Gewählte ‚Ordnung und Disziplin auf die Inseln‘ zu bringen, als er einen gewissen Mirico, der durch Simonie im Jahr 959 zum Bischof von Torcello geworden war, ‚mit exzessiver Strenge‘ blendete und Giovanni III. Aurio nominierte. Schließlich wurde der Sklavenhandel strikt verboten, auch ihr Transport und selbst die Geldleihe zu diesem Zweck – ein Beschluss, für den in San Marco zu einer eigens geladenen Synode gerufen worden war. Ebenso erging ein Verbot, Briefe aus Oberitalien nach Konstantinopel zu transportieren. Währenddessen wurde Berengar II. nach Bamberg verbracht, Otto I. 962 zum Kaiser gekrönt. Die Gesandten Giovanni Contarini und Giovanni Dente diacono erreichten 964 oder 965 die Verlängerung der gewohnten Privilegien. Beim Papst erreichten die Gesandten Giovanni Contarini und Giovanni Venerio die Anerkennung des Patriarchats Grado. Währenddessen gerieten Otto und Kaiser Nikephoros († 969) in einen Streit um die Ehepläne zwischen Otto II. und Theophanu, in dessen Verlauf Otto bis nach Kalabrien und Apulien marschierte. Der ostkaiserliche Nachfolger Johannes Tzimiskes schloss Frieden und 972 heirateten die beiden in Rom. Der byzantinischen Forderung nach Beendigung des Handels mit kriegsrelevanten Gütern mit den Sarazenen kam man nach. Doch der Doge hatte eine Neigung zum „impero assoluto“, zur uneingeschränkten Herrschaft. Er schickte seine Frau ins Kloster, „per aspirare a nozzi più illustri“, führte Krieg um die Güter seiner neuen Frau, brachte fremde Soldaten in die Stadt. Schließlich kam es zum Aufstand, in dessen Verlauf der Doge seinen Widersachern direkt gegenüberstand und sie mit ‚Brüder‘ ansprach. Dennoch wurde er mitsamt seinem Sohn und seinen Soldaten getötet, offenbar von Standesgenossen. „Così era compiuta la vendetta popolare“ schließt Romanin in krassem Gegensatz zu seiner Quellenanalyse lakonisch, so wurde die Rache des Volkes vollendet. Waldrada, die entkommen war, warf sich der Kaiserinmutter Adelheid zu Füßen. Ihren Bitten um Wiedergutmachung schloss sich der Patriarch Vitale an, der gleichfalls an den Kaiserhof geflohen war (S. 251). Otto II. schickte entsprechende Forderungen an Venedigs neue Regierung.
August Friedrich Gfrörer († 1861) nimmt in seiner, erst elf Jahre nach seinem Tod erschienenen Geschichte Venedigs von seiner Gründung bis zum Jahre 1084 an, dass Byzanz genau bis zum Dogat Petrus IV. Candiano größten Einfluss in der Lagune ausübte, was sich in vielen Einzelheiten widerspiegle. Der Doge habe sich dem Ottonenkaiser unterstellt. Der Tatsache, dass sich „Clerus und Volk“ gegen Petrus (IV.) aussprachen, ihn auf Lebenszeit verbannten, gibt Gfrörer eine andere Deutung. Er vergleicht sie mit ähnlichen Vorgängen in Rom oder der Pataria in Mailand. Für Gfrörer rührte sich damit, zunächst als Unterstützer des alten Dogen, eine neue Partei in der Stadt, die Partizipationsrechte verlangte. Auch betrachtete er die Ereignisse aus anderem Blickwinkel. Nach Gfrörer hatte Berengar II. den für Venedig vorteilhaften Vertrag von 948 geschlossen, um schließlich den verbannten Mitdogen gegen seinen Vater zu unterstützen: „König Berengar rechnete nämlich, durch die Entzweiung, die er im Schooße des herzoglichen Hauses anstiftete, das reiche und seemächtige Nachbarland zu zerrütten, und dadurch Schritt vor Schritt seiner Hoheit zu unterwerfen“ (S. 255 f.). Der Doge war nach Auffassung Gfrörers kein absoluter Herrscher. Der Verfasser sah die weit zurückreichenden Gründe der Machteinschränkungen schon in der Volksversammlung, die den Dogen wählte. „Dieses Wahlrecht der Bürgerschaft bildete einen nicht zu verachtenden Damm gegen willkürliche Gelüste der Dogen“ (S. 260). Dann bot „die Verfassung von 809 durch Einsetzung der beiden Staatstribunen die richterliche Gewalt von der vollziehenden getrennt und dadurch eine zweite Schranke gegen ungeordnete Herrschsucht der Dogen aufgeführt“. Gfrörer geht davon aus, dass diejenigen, die Pietro (IV.) aus Ravenna zurückholten, diesem „einen großen Rath, ohne dessen Einwilligung der vierte Candiano nichts Wichtiges mehr vornehmen durfte, zur Seite gesetzt“ hätten (S. 263). Der Autor zitiert darüber hinaus die Urkunde in deutscher Übersetzung, mit der der Sklavenhandel verboten wurde, ebenso wie der Brieftransport nach Konstantinopel (S. 265–267). Dieses Verbot des Brieftransports – von dem der Dogenpalast ausgenommen war – deutet er als Mittel, die Korrespondenz zwischen Otto I. und Konstantinopel zu behindern, was wiederum Berengar nutzen sollte. Dies brachte nach Gfrörer die übrigen Veneter auf, denn ihnen entging ein lukratives Geschäft, und man musste fürchten, sich den späteren Westkaiser zum Feind zu machen. Beim Sklavenhandel ließ man den Rückkauf von Sklaven gegen Lösegeld, den staatlichen Handel mit ausländischen Potentaten, etwa Córdoba oder Tunis, weiterhin zu, und das istrische Pola war dabei die Drehscheibe des Handels, darunter mit Sklavensoldaten. Gfrörer geht so weit zu sagen, „Die Masse der gemeinen Streiter dagegen hat schon im 9. und 10. Jahrhundert Ungarn und Slavonien geliefert“ (S. 276). Zur Zeit der Ausstellung der Urkunde aus dem Jahr 960 war der Doge „nicht mehr das, was seine Vorgänger ausweislich gewesen sind, nämlich weder unumschränkter Herr, noch auch kaiserlich-griechischer Statthalter, sondern er mußte in allen wichtigen Fällen die Zustimmung der angesehensten Männer des Seelandes einholen“ (S. 277). Das neue Ratsgremium besetzten an vornehmster Stelle der Patriarch und die Bischöfe, dann, wie Gfrörer aus der Reihenfolge der Unterzeichner entnehmen zu können glaubt, die „beiden Staatstribunen, weiter der Altdoge, und nun erst folgen die Namen der Häupter des kaufmännischen Adels“. Gfrörer glaubt, dem Klerus sei es nicht nur gelungen, dem „Byzantinismus“ ein Ende zu machen, der Unterwerfung und Dienstbarmachung der Kirche durch den Staat, sondern sie ächteten auch „den ärgsten Greuel des Alterthums: den Sclavenhandel“ (S. 279). Das Gesetz von 971, das auf brutalen Druck des Ostkaisers vor allem den Waffen- und Holzhandel mit den Sarazenen untersagte, wurde nach Gfrörer unter anderen Machtbedingungen promulgiert. Im Text erweise sich, dass neben dem Dogen nur noch der Patriarch, zu diesem Zeitpunkt sein eigener Sohn, und der Bischof von Olivolo entschieden, nach Gfrörer „ein willenloses Geschöpf des Dogen“. Der Doge gerierte sich als Alleinherrscher. Doch „die Veneter durchschauten seine Absichten und hatten keine Lust, Sclaven des Hauses Candiano zu werden“ (S. 286 f.). Für Gfrörer ist das Gremium, dessen Existenz er vermutet, der Kern des Großen Rates. Dieser habe das bisher gebräuchliche System der Kontrolle des Altdogen durch einen Mitdogen ersetzt, das danach nur noch in zwei Fällen aufgetaucht sei. Zugleich sei „fast der ganze Verkehr zwischen dem Abendlande und Constantinopel“ durch venezianische Schiffe abgewickelt worden, was Gfrörer mit Aussagen des ottonischen Gesandten Liutprand von Cremona belegt. Schließlich glaubt der Autor, der Doge habe „die Oberhoheit des Sachsen über Venetien“ 967 in Rom anerkannt (S. 304). Der Lohn war die Ehe mit Waldrada, dazu ihre Güter, die dem Dogen zufielen. Dieser Besitz war so gewaltig, weil Vater und Bruder zu dieser Zeit in Verbannung lebten. Die verwitwete Waldrada, die mit dem ermordeten Dogen nach salischem Recht verheiratet war, hätte im Übrigen ihren Besitz gar nicht einklagen können, denn nach diesem Recht waren Töchter gar nicht erbfähig. Sie könne also, so Gfrörer, nur durch Erlaubnis des Kaisers ihr Erbe erstritten haben. Diese Gunst des Kaisers brachte dem Dogen eine große Menge von Soldaten ein, die nicht nur diese Güter, sondern auch den Dogenpalast bewachten. Nach dem Tod des Ottonen, der den Dogen gestützt habe, sei der im Großen Rat geballte Widerstand zum Aufstand geworden, der den Dogen und seinen Sohn, dazu seine Soldaten, das Leben gekostet habe.
Pietro Pinton, der Gfrörers Werk im Archivio Veneto in den Jahresbänden XII bis XVI übersetzte und annotierte, korrigierte dessen Vorstellung von einem zu starken Einfluss von Byzanz. Seine eigene kritische Auseinandersetzung mit Gfrörers Werk erschien erst 1883, gleichfalls im Archivio Veneto. Dabei sei gar keine neue Grenze des venezianischen Dukats im Vertrag mit Berengar gezogen worden, wie Gfrörer behauptet. Zudem wäre die Suche nach einem neuen Verbündeten für Berengar doch erst recht Anlass gewesen, ihm, wie einst Karl der Dicke und Giovanni II. Particiaco im Jahr 883, den persönlichen Handel abgabenfrei zu stellen. Darüber hinaus folgere Gfrörer aus der bloßen Tatsache der späteren Unterstützung für den rebellischen Sohn, dass Berengar schon seit Jahren mit ihm im Bunde gestanden habe. Im Gegenteil sei der junge Rebell dem König ja erst durch dessen Sohn Wido vorgestellt worden, wie Johannes Diaconus berichtet („Is autem, qui patria pulsus fuerat …, ad Hwidonem marchionem, Berengarii regis filium, pervenit. Qui cum devote suscipiens, patri Berengario regi presentavit.“). Nur um seine Argumentation zu untermauern, setze Gfrörer den Moment der Erhebung zum Mitdogen und den der Verbannung ins Jahr 959, während Pinton, aufgrund der dazwischen liegenden Ereignisse, wie dem Feldzug gegen Spoleto oder die Piratenakte des Dogensohnes, annimmt, dass drei oder vier Jahre zwischen den Ereignissen gelegen haben müssen. Pinton nimmt für die „Vertreibung“ die Zeit um 957 an. Die Frage nach dem Todeszeitpunkt des Vaters, quellenkritisch gesehen, ob die Muratori-Ausgabe einen falschen Begriff übernommen habe – dort sei ein „creationem“ statt „ejectionem“ erschienen –, sei von Henry Simonsfeld bereits beantwortet worden. Doch Gfrörer, der immer wieder darauf beharre, die Sprache der Quellen deuten zu können, habe dies ignoriert. Völlig richtig habe Gfrörer hingegen den moralischen Wert des Verbots des Sklavenhandels von 960 bewertet, doch sei dies durch einen Passus entwertet worden, der dieses Verbot dann aufhob, wenn es dem Staat Schaden zufügte. Pinton nennt das Gesetz eine „finzione politica“, eine ‚politische Vortäuschung‘. Das zweite Verbot, das zur Korrespondenz mit Konstantinopel, habe mehr dem Ansehen Venedigs gedient, als einem angeblichen Bündnis zwischen Berengar II. und dem Dogen gegen Otto I. Das Waffen- und Holzexportverbot von 971 betrachtet Pinton mehr als eine Abwägungssache, denn der Osthandel war derartig lukrativ, dass man in Venedig für kurze Zeit bereit war, diesen Handel zu untersagen. Richtig erkannt habe Gfrörer, dass dies das erste Dokument offizieller Natur sei, auf dem die Unterschrift des Dogen fehle. Doch gehe die Deutung des Dokuments als Beweis für die „sudditanza“ des Dogats zu weit (S. 333); auch biete das Dokument von 967 keine besonderen Vergünstigungen für das Dogat. Von einem Homagium, außer für die Güter seiner zweiten Frau, für die er dieses wohl leisten musste, gebe es keinen Beleg. Dass der Ottone seine Souveränität nie ausüben konnte, erklärt Gfrörer mit besagtem Verfassungswechsel und der Entstehung des Großen Rates. Seinen Beleg für die Entstehung des Großen Rates, die lange Reihe der Signaturen auf den besagten Dokumenten, hält Pinton für wenig überzeugend, da sich solche Kolonnen bereits auf den überlieferten Dokumenten des 9. Jahrhunderts finden. Auch Gfrörers Annahme, die Venezianer hätten die Römer zum Vorbild genommen, hält Pinton für zu schwach belegt. Was den Schutz Ottos für Pietro angeht, so glaubt auch Pinton, dass dieser den Dogen gerade noch im Amt gehalten habe.
1861 hatte Francesco Zanotto, der in seinem Il Palazzo ducale di Venezia der Volksversammlung erheblich mehr Einfluss einräumte, berichtet, dass der dritte Candiano im 14. Jahr seiner Herrschaft seinen Sohn, jedoch ohne Einverständnis der „nazione“, „se lo prese a compagno“, ihn also zum Mitdogen erhob. ‚Doch das musste er bald bitter bereuen‘, wie Zanotto stark vereinfachend schildert. Petrus (IV.) griff schließlich den Dogenpalast an, doch das Volk erhob sich gegen ihn, und nur die Bitten des Vaters verhinderten seine Tötung. Dann schildert der Autor sein Bündnis mit Berengar und Wido, den Krieg gegen Spoleto und seine Piratenakte. Schließlich fügt er die Pest hinzu, die aus der Stadt ‚gleichsam ein Grab gemacht habe‘, und den Schmerz über den Sohn. Beides habe den alten Dogen umgebracht. Ohne Romanins Namen zu nennen, widerspricht er (S. 49, Anm. 4) dessen Behauptung, die genannten Kirchen seien unter Pietro III. Candiano entstanden. „Mit großem und berechtigtem Staunen“ hätten die Historiker die Rückkehr des Dogensohnes und seine Wahl zur Kenntnis genommen. Bei Zanotto erfolgte der feierliche Einzug nach der Wahl, nicht umgekehrt. Die Vertreibung und Blendung des Bischofs von Torcello hält er für einen Akt, durch den ‚Ordnung und Disziplin‘ wiederhergestellt werden sollten. Zum ‚Konzil‘ auf Rialto berief er dem Autor zufolge Bischöfe und „dottori“, damit sich bürgerliche („civile“) und kirchliche Macht verbänden, um den Sklavenhandel zu verdammen und zu verhindern. ‚Um in diesen Zeiten der Eifersucht zwischen den Imperien‘ Schaden von Venedig fernzuhalten, so setzt Zanotto fort, wurde der besagte Brieftransport verboten. Überschattet wurde die Herrschaft des Dogen erst durch seine Ehe mit Waldrada und die Verstoßung der ersten Ehefrau und ihres gemeinsamen Sohnes. Der neue Reichtum habe Pietro IV. zu einem Gewaltherrscher gemacht, der von Vielen gehasst wurde. Eine ‚geheime Verschwörung‘ brach sich 976 Bahn. Zunächst wehrten die Soldaten den Angriff der Verschwörer zwar ab, dann legten die Aufständischen jedoch Feuer an die Ostseite des Palastes – es folgt die übliche Abfolge der Ereignisse. Doch letztlich waren ‚Weinen und Bitten umsonst‘, er und das ‚unschuldige Kind‘, ‚das in den Armen der Amme getötet wurde‘, landeten auf dem „pubblico macello“, wo sie lange unbeerdigt lagen. Giovanni Gradonico ließ sie in die besagte Gruft der Candiano nahe dem Kloster S. Ilario bringen.
Auch Emmanuele Antonio Cicogna nennt im ersten, 1867 erschienenen Band seiner Storia dei Dogi di Venezia zunächst „Pietro Candiano IV“ als 22. Dogen, wobei es bei ihm der Wunsch des alten Dogen war, seinen Sohn zum Mitdogen zu machen. Das Volk gab nur seine Zustimmung. Diese gab es, weil man auf diese Art die Freundschaft Berengars II. mit dem sich der Verbannte ja angefreundet hatte, zu gewinnen hoffte, der ‚gefürchtet‘ war – keineswegs wegen der Wankelmütigkeit des Volkes, wie der Autor betont. Auch bei Cicogna starb der alte Doge vor Kummer über den Weg, den sein Sohn genommen hatte, der sogar venezianische Schiffe kaperte. Das Todesjahr 959 für Pietro III. war nunmehr etabliert. Zunächst ließ der neue Doge den Bischof von Torcello, der mit ‚unerlaubten Mitteln‘ zum Bischof aufgestiegen war, blenden, dann „unita la concione“, also nach Einberufung der Volksversammlung, den Sklavenhandel mit Christen untersagen. Das Brieftransportverbot diente der Trennung der Machtsphären in West und Ost, denn sie ‚sollten voneinander nicht mehr wissen als im nationalen Interesse nötig‘ war. Auch der Erfolg für das Patriarchat Grado und die Bestätigung der alten Rechte fehlen bei Cicogna nicht. Allerdings verschweigt er, dass der Doge den Waffen- und Holzhandel mit den „Maomettani“ nur deshalb untersagte, weil ihn der Ostkaiser dazu gezwungen hatte, zumindest mit massiven Konsequenzen gedroht hatte. Auch bei Cicogna riss diese Erfolgsgeschichte des vierten Candiano erst mit der Verstoßung der Ehefrau ab, und der Gier nach dem Besitz Waldradas. Diesen ausgedehnten Besitz musste er verteidigen, wozu er Soldaten benötigte, die er dann wiederum für den Schutz des Dogenpalastes einsetzte. Für Cicogna war es die Übermacht des Hauses Candiano, die ausgedehnten Beziehungen außerhalb der Lagune, dazu der ehrgeizige und gewalttätige Charakter des Dogen, die zu seinem Sturz führten. Bei ihm war es das ‚wütende Volk‘ („popolo furioso“), das den Dogen und seinen Sohn sowie zahlreiche Gefolgsleute („seguaci“) in Stücke riss. Giovanni Gradenigo, bei Cicogna ein Priester, holte die Leichen schließlich vom Schlachtermarkt und beerdigte sie in der Familiengruft. Waldrada überlebte ‚vielleicht‘ nur deshalb den Umsturz, weil das Volk die Reaktionen von außerhalb fürchtete.
Heinrich Kretschmayr konstatiert: „Mit dem Dogate des Petrus Candianus (Pietro Candiano) III. beginnen nahezu vierzig Jahre ununterbrochener Herrschaft des candianischen Hauses.“ Doch: „Über die späteren Jahre des Dogen liegt keine Nachricht vor.“ Nur der Streit zwischen Vater und Sohn wird geschildert. Episkopat und Adel fürchteten, so der Autor, den Konflikt mit dem Sohn, „wohl auch beeinflusst durch eine zu jenem hinneigende Partei“. Dann brachen sie ihren Eid, den Sohn niemals zum Dogen zu wählen. Stattdessen „wurde [er] feierlich in Ravenna mit 300 Schiffen eingeholt und in das Palatium zurückberufen“ (S. 109). „Vielleicht erfüllte er mit dem Sklavenverbot vom Juni 960 einen bei diesem Anlaß geäußerten Wunsch der Bischöfe, freilich in einer Art, die ihnen kaum zusagen mochte.“ Kretschmayr nennt den vierten Candiano „eine ausgeprägte Persönlichkeit“. Nach ihm war er „Tatkräftig und verschlagen, kriegstüchtig und diplomatisch wohlgewandt, nicht getragen von der Volksmeinung oder der Kapitalkraft seines Geschlechtes, sondern ein ganzer, voller, starker Mann.“ Sein Ziel war „eine auf sich selbst beruhende Monarchie“. Kretschmayr glaubt, Johannes Diaconus sei bloß der „Hauschronist der Orseoli“ gewesen, die „Verunglimpfung“ des vierten Candiano wurde „umso mehr zum Gesetz, je mehr mit den Jahren die aristokratische Oligarchie als die einzig berechtigte Verfassung Venedigs in Geltung und jeder dagegen gewagte Versuch als fluchwürdige Revolution in Verruf gekommen war. Pietro Candiano IV. wurde zum Typus des rohen Tyrannen in venezianischer Sage und Geschichte“ (S. 110). Zum Sklaven- und Postverbot vom Juni 960 meint der Autor: „der Staat nahm viele Gelder aus dem Sklavenhandel mit den Sarazenen ein, dem Dogen mögen diese zur Besoldung der Leibwache […] zustatten gekommen sein.“ Dieser Handel wurde „zum Monopole des Dogates“, ebenso wie ein Monopol auf den Brieftransport zwischen West und Ost entstand. Der vierte Candiano war in den Augen Kretschmayrs der schwierigen Aufgabe gewachsen, zu erreichen, dass „der kleine Staat nicht wie zwischen zwei Mühlsteinen zerrieben werde“. Die Aristokratie „freilich hat die dogale Monopol- und Verbotpolitik mit der gründlichsten Abneigung gegen ihren Träger vergolten“ (S. 111). Etwa um 967/68 löste der Candiano unter völlig veränderten politischen Bedingungen seine Ehe, heiratete die „Brudertochter“ der Kaiserin Adelheid. Otto I., an den sich der Doge zunehmend anlehnte, konnte bei den 968 ausgebrochenen Kämpfen mit Byzanz im Süden Italiens die venezianische Flotte womöglich gut brauchen, mutmaßt Kretschmayr. Am Ende wurde der Versuch, eine „unabhängige Monarchie“ zu gründen, „in Feuer und Blut erstickt“.
1944 brachte Roberto Cessi, der Leiter des Staatsarchivs Venedig, einige Veränderungen in die Darstellung des Aufstandes von 976. So machte er aus einem Adelsaufstand (wieder) einen solchen des „popolo“, aus der Stadt wurde eine „nazione“, aus Waldrada eine Fremde – all dies war demnach Ursache des Aufstandes, der sich zudem gegen die fremden Soldaten richtete. Für ihn lagen die Ursachen nicht mehr dort, wo sie Johannes Diaconus sah, nämlich in der Härte der Herrschaft des vierten Candiano („ob austeritatem sui exosum“), sondern in der Hinwendung zum Reich, im Verlust der venezianischen Identität. Noch Gherardo Ortalli sah darin, und in der Abwendung von Byzanz, eine der Hauptursachen. Eine Frau, Waldrada nämlich wurde damit zur Ursache für den Umsturz, denn sie veranlasste den Candiano dazu, sich in die Reichsangelegenheiten einzumischen.
John Julius Norwich sieht es in seiner 1977 bis 2011 immer wieder aufgelegten History of Venice für wahrscheinlicher an, dass sich hinter dem Konflikt zwischen Vater und Sohn nicht ein schlechter Charakter des Sohnes, sondern handfeste politische Konflikte verbargen. Der Streit führte dazu, dass „open warfare broke out in the streets of the city“. Als Söldner kämpfte der Sohn unter den Bannern des „Guy, Marquis of Ivrea, who in 950 was crowned King of Italy“. Dann wurde er zum Korsaren, „blockading no less than seven of the Republic's galleys at the mouth of the Po.“ Für den Autor war es der Ausbruch einer „terrible epidemic of plague“, der die Stadt 959 traf, und der „finally broke his spirit“, so dass der alte Doge starb. Als der vierte Candiano mit 300 Schiffen aus Ravenna geholt wurde, „it was a dark day for Venice“. Obwohl es keinen Vater mehr gab, gegen den er opponieren konnte, so habe er sich doch gegen alles gewandt, für was dieser gestanden habe, ‚die alten, strengen, republikanischen Tugenden, auf die der Staat gegründet worden war, und die ihn groß gemacht hatten‘, ihr Misstrauen gegen persönlichen Pomp und Prahlerei. Auf dem Festland habe er bei Hof jedoch den Luxus kennen gelernt, aber auch die autokratische Herrschaft, die in so scharfem Gegensatz zu den „checks and balances“ stand, die Venedig kennzeichneten. „His energies were not at first completely misdirected“, wie Norwich glaubt souverän urteilen zu können. So verbot er den Sklavenhandel. Norwich glaubt, er habe dieses Verbot nicht allein unterzeichnet, sondern auch von Klerikern und Adligen („nobles“) signieren lassen, um nicht den Zorn der Sklavenhändler auf sich zu ziehen. Auch glaubt er, dass ab diesem Zeitpunkt „references to similar councils became increasingly frequent in Venetian legislation“. Während seines Exils habe er, so abermals Norwich, ein Auge auf Waldrada geworfen. Nun ließ er sich scheiden und schickte seine Frau ins Kloster S. Zaccaria. Das riesige Erbe habe aus dem Dogen einen Feudalherrn gemacht, der als Vasall des Ottonenkaisers gegolten habe. „So much for Venice's hardwon independence“, wie der Autor lakonisch einfügt, ‚so viel zu Venedigs schwer errungener Unabhängigkeit‘. Dabei habe sich der Candiano, „living in state like some perfumed princeling of Byzantium“, mit einer Legionärstruppe, die er auf seinen Besitztümern angeworben habe, umgeben. Als er für seinen Sohn das Patriarchat von Grado am Kaiserhof anerkennen lassen konnte, habe er praktisch alle Ländereien Venedigs in seiner Hand gehabt. „Unfortunately, like so many of his otherwise talented family, he never knew when to stop“. Angeblich in dem Augenblick, als er die Venezianer aufforderte, seine persönlichen Interessen im Ferrarese zu vertreten, kam es zum Aufstand. Dessen Verlauf schildert er nach Johannes Diaconus, den er für einen möglichen Augenzeugen der Vorgänge hält. „Venice had got rid of her Doge, but she had paid dearly for her mistake“ fügt der Autor an, ‚Venedig war seinen Dogen losgeworden, aber es hatte teuer für seinen Fehler bezahlt‘.
Vielleicht war die zweite Frau, Waldrada, für Pietro Candiano die von ihm strategisch eingesetzte Vorbedingung, auf der Ebene des Regnum Italicum, in den Kämpfen des Adels eine bedeutende Rolle spielen zu können, und nicht, wie frühere Historiker gemutmaßt haben, um sich exotischen Ablenkungen zu überlassen. Dabei verschweige Johannes Diaconus den Vater Waldradas, der ein Parteigänger Berengars war, wie Chiara Provesi in ihren Überlegungen fortsetzt. Pietros Schwenk auf die ottonische Seite werde so kaschiert. Luigi Andrea Berto, der das Vokabular des Johannes Diaconus untersuchte, befasste sich mit dem Begriff der afines, denn als solche bezeichnet der Chronist einige der Mörder des Dogen. Ein solcher Begriff bezeichne Angehörige einer Gruppe, die durch Parentel miteinander verbunden waren. Als die erste Frau, Johanna, inzwischen Äbtissin von San Zaccaria, 963 um eine Bestätigung der Rechte des Klosters bei Otto I. nachsuchte, so könnte dies auf Wunsch oder unter Zustimmung des Dogen geschehen sein. Damit hätten die beiden den politischen Seitenwechsel vorbereitet. Welche weiteren Konflikte sich hinter dem Drama verbargen, erwies sich nach den Morden und dem Stadtbrand. 976 nämlich verlangte Waldrada ihre Morgengabe, wozu ein Viertel des Besitzes des ermordeten Ehegatten gehörte, dann das Erbteil des ebenfalls ermordeten gemeinsamen Sohnes, und all das, was sie zu Lebzeiten ihres Gatten erworben hatte. Dabei kam es zu Auseinandersetzungen zwischen den Gruppen um Waldrada und um Johanna, die sich in zwei Dokumenten, genauer ihren Abschriften, aus dem Jahr 983 fassen lassen. Vitale Candiano, dem Dogen, gelang es nicht, seine Hand auf die Morgengabe der Waldrada zu legen, sondern er musste sich damit einverstanden erklären, dass eine Restitution der Güter erfolgte, die nach dem Tod seines Vaters, also nach 976, von den nachfolgenden Dogen sequestriert worden waren. Dieses Gebiet, die Fogolana, gelegen zwischen Padua und Venedig an einem Abzweig des Brenta, befand sich nahe bei den Pertinenzien von San Zaccaria. Diese Aufspaltung in zwei Zweige führte später innerhalb der Candiano zu erheblichen Auseinandersetzungen. Waldrada verkaufte im Jahr 997 die Vangadizza, heute in der Badia Polesine, an ihren Bruder Ugo, ein Gebiet, das sich an der Etsch bis zum Städtchen Adria erstreckt. Einer der letzten Exponenten des Johanna-Zweiges der Candiano, der Sohn des Tribuno Menio und der Marina, entschied, seinen Anteil an der Fogolana dem Kloster Brondolo zu schenken. So könnte es sein, dass schon die erste Ehe Pietros mit Johanna, die vielleicht aus Ravenna stammte, dem Erwerb dieser riesigen Gebiete im Süden Venedigs galt. Dann sei es, so die Verfasserin, nicht die Frage des Verhaltens gegenüber Berengar und Otto I., oder die einer Fraktion, die für Venedig nach einem autonomen Weg verlangte, sondern der Versuch des vierten Candiano, sich ein eigenes Territorium zu schaffen, der letztlich scheiterte. Die Binnenspannungen der Candiano könnten zur Katastrophe von 976 geführt haben. Dass sich monolithische Familien feindlich gegenüberstanden, und dies über Jahrhunderte, die zudem leicht an den Familiennamen zu erkennen seien, ist, so Chiara Provesi, zumindest partiell zu revidieren.

### Erzählende Quellen
- Luigi Andrea Berto (Hrsg.): Giovanni Diacono, Istoria Veneticorum (=Fonti per la Storia dell’Italia medievale. Storici italiani dal Cinquecento al Millecinquecento ad uso delle scuole, 2), Zanichelli, Bologna 1999 (auf Berto basierende Textedition im Archivio della Latinità Italiana del Medioevo (ALIM) der Universität Siena).
- La cronaca veneziana del diacono Giovanni, in: Giovanni Monticolo (Hrsg.): Cronache veneziane antichissime (= Fonti per la storia d'Italia [Medio Evo], IX), Rom 1890, S. 138–140 (Digitalisat).
- Ester Pastorello (Hrsg.): Andrea Dandolo, Chronica per extensum descripta aa. 460-1280 d.C., (= Rerum Italicarum Scriptores XII,1), Nicola Zanichelli, Bologna 1938, S. 174–179. (Digitalisat, S. 174 f.)

### Rechtsetzende Quellen, Briefe
- Roberto Cessi (Hrsg.): Documenti relativi alla storia di Venezia anteriori al Mille, 2 Bde., Bd. II, Padua 1942, n. 41, S. 70–74, n. 48, S. 85 f., n. 49, S. 86–91, n. 58, S. 109 f., n. 65, S. 130 f., n. 66, S. 131 f.
- Roberto Cessi: Pacta Veneta, Bd. II: Dal "Pactum Lotharii" al "Foedus Octonis", in: Le origini del ducato veneziano, Neapel 1951, S. 185, 269–285, 298.
- Roberto Cessi (Hrsg.): Pactum Octonis, in: Le origini del ducato veneziano, Neapel 1951, S. 309–313.
- Theodor Sickel (Hrsg.): Conradi I Heinrici I et Ottonis I Diplomata (=Monumenta Germaniae Historica, Diplomata regum et imperatorum Germaniae, Bd. I), Hannover 1879–1884, n. 351, S. 483 f.
- Luigi Lanfranchi, Bianca Strina (Hrsg.): S. Ilario e Benedetto e S. Gregorio, Venedig 1965, n. 10, S. 42–44.